# Ursula K. Le Guin
Vous lisez un « article de qualité » labellisé en 2025.
Ursula K. Le Guin ou Ursula Kroeber Le Guin [ˈɝsələ ˈkroʊbər lə ˈɡwɪn], née Ursula Kroeber le 21 octobre 1929 à Berkeley en Californie et morte le 22 janvier 2018 à Portland en Oregon, est une écrivaine américaine, surtout connue pour ses récits de littératures de l'imaginaire, notamment les œuvres de science-fiction se déroulant dans son univers de l'Ékumen et la série de fantasy du cycle de Terremer.
Ursula Le Guin est la fille de Theodora Kroeber, écrivaine, et d'Alfred Louis Kroeber, anthropologue. Sa carrière d’écrivain s’étend sur près de soixante ans, durant lesquels elle publie plus de vingt romans, plus d'une centaine de nouvelles, treize volumes de poésie, cinq traductions et treize livres pour enfants. Elle obtient ses premiers succès critiques et commerciaux majeurs avec Le Sorcier de Terremer en 1968 et La Main gauche de la nuit en 1969, qui sont souvent considérés comme ses chefs-d'œuvre. Pour le second de ces deux ouvrages, elle remporte les prix Hugo et Nebula du meilleur roman, devenant ainsi la première femme à obtenir cette double récompense pour une même œuvre, et elle est le premier écrivain à l'obtenir une seconde fois, pour le roman Les Dépossédés paru en 1974.
L'anthropologie culturelle, le taoïsme, ainsi que le féminisme et l'antiautoritarisme des mouvements sociaux de 1968 ont eu une forte influence sur l’œuvre de Le Guin. Les protagonistes de ses récits sont souvent des anthropologues ou des observateurs culturels, et les idées taoïstes sur l’équilibre et la stabilité y sont souvent développées. Le Guin a souvent subverti les archétypes des littératures de l'imaginaire, par exemple en choisissant des protagonistes à la peau sombre, et a également utilisé des procédés stylistiques ou narratifs inhabituels pour son époque et pour le genre. Les thèmes sociaux et politiques, notamment le racisme, le genre, la sexualité ainsi que le passage à l'âge adulte occupent une place importante dans ses écrits. Dans de nombreux récits, elle a exploré des structures politiques alternatives, notamment anarchistes, et des mouvements révolutionnaires tels que les luttes contre l'impérialisme et contre l'esclavage.
Les écrits de Le Guin ont eu une influence considérable sur les littératures de l'imaginaire et ont fait l’objet d’une forte attention critique, aussi bien universitaire que médiatique. Elle a reçu de nombreuses distinctions, dont huit prix Hugo, six Nebula et vingt-cinq Locus, et est devenue en 2003 la deuxième femme honorée du titre de Grand Maître des écrivains de science-fiction et de fantasy d'Amérique. La Bibliothèque du Congrès américain l'a nommée « Légende vivante » en 2000 et, en 2014, elle a remporté la médaille de la National Book Foundation pour sa contribution à la littérature américaine. Après sa mort, plusieurs auteurs et critiques ont déclaré que Le Guin avait été un des plus grands écrivains américains de sa génération, en particulier pour le genre de la science-fiction.
Le Guin a influencé de nombreux autres auteurs, notamment David Mitchell, Jo Walton, Neil Gaiman, Margaret Atwood, Iain Banks, Ann Leckie, Kim Stanley Robinson, Becky Chambers, Michael Chabon ou encore China Miéville.

## Biographie

### Enfance et éducation
Ursula Kroeber est née à Berkeley, en Californie, le 21 octobre 1929. Son père, Alfred Louis Kroeber, était anthropologue à l'université de Californie à Berkeley,. La mère de Le Guin, Theodora Kroeber (née Theodora Covel Kracaw), était titulaire d'un diplôme d'études supérieures en psychologie, mais s'est tournée vers l'écriture dans la soixantaine, développant une carrière réussie en tant qu'autrice, notamment avec Ishi : testament du dernier Indien sauvage de l'Amérique du Nord (1961), un volume biographique sur Ishi, un autochtone américain qui avait été étudié par Alfred Kroeber. Ishi était le dernier membre connu de la tribu Yahi après que le reste de ses membres sont morts, pour la plupart tués par des colons blancs,,.
Le Guin a trois frères aînés : Karl, qui est devenu chercheur en littérature, Théodore et Clifton,. La famille possède une grande collection de livres et les frères et sœurs apprécient la lecture dès leur plus jeune âge. La famille Kroeber reçoit de nombreux visiteurs, dont des universitaires renommés tels que Robert Oppenheimer ; Le Guin utilisera plus tard Oppenheimer comme modèle pour Shevek, le physicien protagoniste des Dépossédés,. La famille partage son temps entre une maison d'été dans la Napa Valley et une maison à Berkeley pendant l'année universitaire.
Parmi les nombreuses lectures d'Ursula et de sa fratrie, la science-fiction et la fantasy apparaissent régulièrement, dans les numéros des magazines Thrilling Wonder Stories et Astounding Science Fiction. Ursula aime les mythes et les légendes, en particulier la mythologie nordique, et les légendes amérindiennes que son père raconte. Parmi les autres auteurs de littératures de l'imaginaire qu'elle apprécie, on trouve Lord Dunsany et Lewis Padgett. Ursula développe également très tôt un intérêt pour l'écriture ; elle écrit une nouvelle à l'âge de neuf ans et soumet sa première nouvelle à Astounding Science Fiction à l'âge de onze ans. Le récit est rejeté et Ursula ne soumet plus rien pendant dix ans,,.
Ursula est scolarisée au lycée de Berkeley. Elle obtient en 1951 un BA (licence) en littérature française et italienne de la Renaissance au Radcliffe College de l'université Harvard et son diplôme en tant que membre de la société d'honneur Phi Beta Kappa. Enfant, elle s'intéresse à la biologie et à la poésie, mais ses difficultés en mathématiques limitent ses choix de carrière. Le Guin entreprend des études supérieures à l'université Columbia et obtient un MA (master) en français en 1952. Peu de temps après, elle commence un PhD (doctorat) et obtient une bourse Fulbright pour poursuivre ses études en France de 1953 à 1954,.

### Vie de famille, carrière et mort

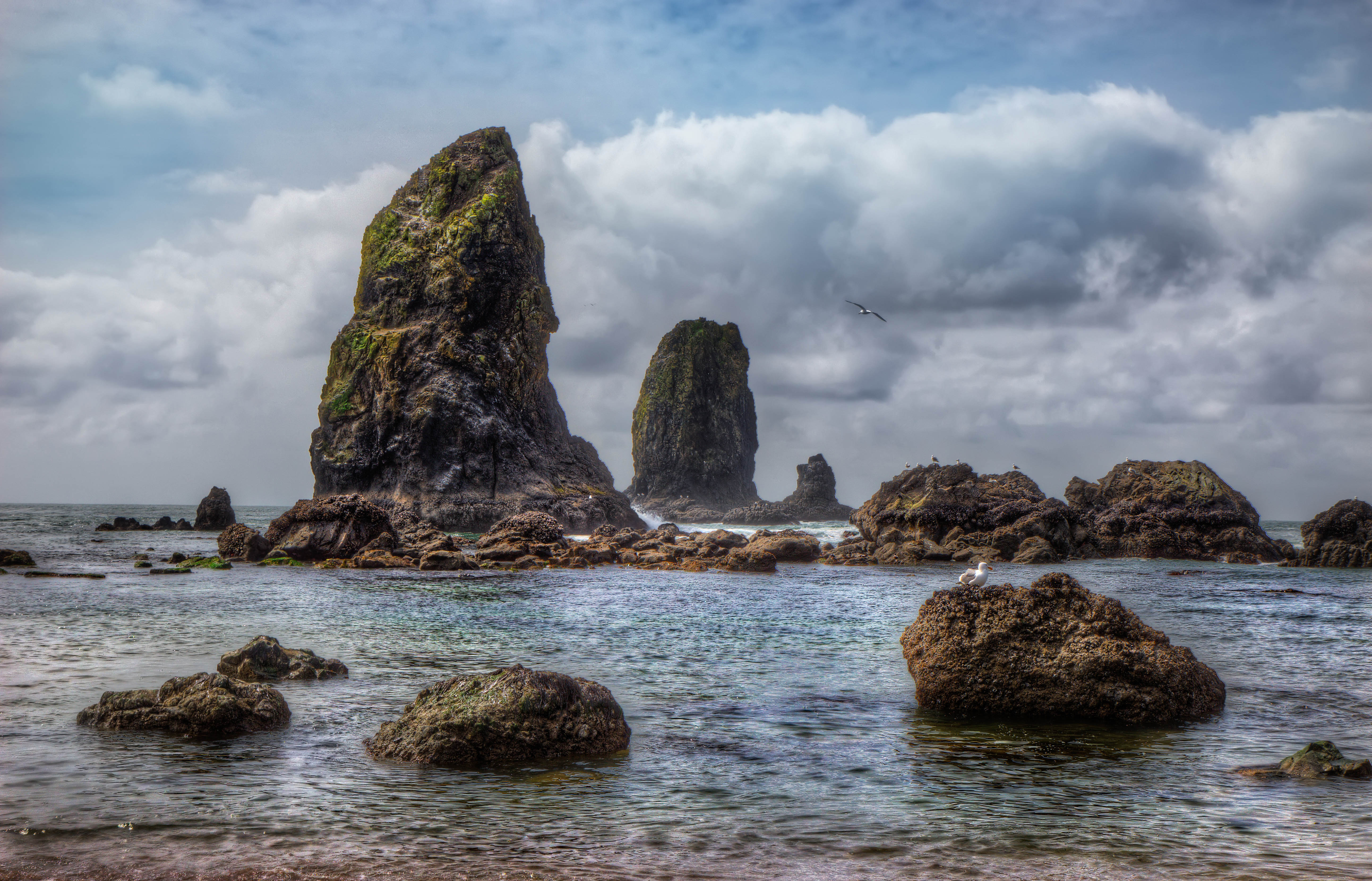
Les paysages maritimes de l'Oregon, où Ursula K. Le Guin a vécu à partir de 1959, ont contribué à l'inspirer pour la création de l'univers du cycle de Terremer.

En 1953, alors qu'elle voyage vers la France à bord du Queen Mary, elle rencontre l'historien Charles Le Guin. Ils se marient à Paris en décembre 1953. Selon elle, son mariage a marqué « la fin du doctorat ». Pendant que son mari termine son doctorat à l'université Emory en Géorgie, puis à l'université de l'Idaho, Le Guin enseigne le français : d'abord à l'université de Mercer, puis à l'université de l'Idaho après leur déménagement. Elle travaille également comme secrétaire jusqu'à la naissance de sa fille Elisabeth en 1957. Elle donne naissance à une deuxième fille, Caroline, en 1959. Cette même année, Charles devient professeur d'histoire à l'université d'État de Portland et le couple s'installe à Portland, dans l'Oregon, où leur fils Theodore naît en 1964, et où ils vivront jusqu'à la fin de leur vie, à l'exception de deux séjours d'un an d'Ursula à Londres en 1968 et 1975 grâce à deux autres bourses Fulbright.
La carrière d'écrivain de Le Guin, qui a duré près de 60 ans, commence à la fin des années 1950. Son temps d'écriture est limité par d'autres activités. D'abord, elle s'occupe de ses enfants, puis elle travaille comme rédactrice et enseigne dans le premier degré. Par la suite, elle siège aux comités de rédaction des revues Paradoxa et Science Fiction Studies, en plus d'écrire elle-même des critiques littéraires ; entre 1977 et 1993, elle édite quatre anthologies de science-fiction, dont deux avec Virginia Kidd. Elle enseigne à l'université Tulane, au Bennington College et à l'université Stanford, entre autres,. En mai 1983, elle prononce un discours de fin d'études intitulé « A Left-handed Commencement Address » au Mills College à Oakland, en Californie ; il est classé au 82e rang des meilleurs discours du XXe siècle par Michael E. Eidenmuller[Qui ?] et a été publié dans son recueil de non-fiction Dancing at the Edge of the World.
Le Guin décède le 22 janvier 2018, à son domicile de Portland, à l'âge de 88 ans. Son fils déclare qu'elle était en mauvaise santé depuis plusieurs mois et qu'il est probable qu'elle ait eu une crise cardiaque. Des obsèques privées sont organisées à Portland,. Une cérémonie commémorative publique, incluant des discours des écrivains Margaret Atwood, Molly Gloss et Walidah Imarisha, a lieu à Portland le 13 juin 2018,.

### Opinions et plaidoyers
En 1977, Le Guin refuse un prix Nebula attribué à sa nouvelle « Le Journal de la Rose », pour protester contre la révocation de Stanisław Lem des Science Fiction Writers of America. Le Guin attribue la révocation de Lem aux critiques qu'il avait exprimées envers la science-fiction américaine et à sa volonté de vivre dans le bloc de l'Est, et elle déclare ressentir de la réticence à recevoir un prix « pour une histoire sur l'intolérance politique d'un groupe qui venait de faire preuve d'intolérance politique »,.
Le Guin a dit un jour qu'elle avait été « élevée aussi irréligieuse qu'un lièvre ». Elle a fait preuve d'un profond intérêt pour le taoïsme et le bouddhisme, et a affirmé que le taoïsme lui avait donné une « idée de la façon de voir la vie » pendant son adolescence. En 1997, elle publie une traduction du Tao te king,.
En décembre 2009, Le Guin démissionne de l'Authors Guild pour protester contre le soutien de cette organisation au projet de numérisation de livres de Google. « Vous avez décidé de traiter avec le diable », écrit-elle dans sa lettre de démission. « Il y a des principes en jeu, surtout le concept même de droit d'auteur ; et vous avez jugé bon de les abandonner à une société, selon ses conditions, sans lutter »,. Dans un discours prononcé lors des National Book Awards de 2014, Le Guin critique l'entreprise Amazon et le contrôle qu'elle exerce sur l'industrie de l'édition, faisant spécifiquement référence au traitement réservé par Amazon au Hachette Book Group lors d'un conflit concernant la publication de livres électroniques . Son discours reçoit une large couverture médiatique aux États-Unis et à l’étranger, et est diffusé deux fois par la National Public Radio,,. Elle y déclare notamment :

« Je pense que des temps difficiles s’annoncent, et que nous aurons besoin de la voix d’écrivains capables de discerner des alternatives à la manière dont nous vivons aujourd’hui, capables de percevoir, au-delà de notre société paralysée par la peur, au-delà de ses obsessions technologiques, d’autres façons d’exister, et capables même d’imaginer des raisons réelles d’espérer. Nous avons besoin d’écrivains qui puissent se souvenir de la liberté – des poètes, des visionnaires – des réalistes pour une réalité plus vaste. »

## Carrière littéraire
La carrière de Le Guin en tant qu’écrivaine professionnelle s’est étendue sur près de soixante ans, de 1959 à 2018. Durant cette période, elle a écrit plus de vingt romans, plus d'une centaine de nouvelles, plus d'une douzaine de volumes de poésie, cinq traductions et treize livres pour enfants,. Ses écrits englobent les littératures de l'imaginaire, la fiction réaliste, la non-fiction, les scénarios, les livrets, les essais, la poésie, les discours, les traductions, les critiques littéraires, les chapbooks et la littérature jeunesse. Ses écrits les plus connus sont les six volumes du cycle de Terremer et les nombreux tomes du cycle de l'Ékumen.

### 1959-1968: premiers écrits
La première œuvre publiée de Le Guin est le poème « Folksong from the Montayna Province » (« Chanson populaire de la province de Montayna ») en 1959, tandis que sa première nouvelle publiée est « An die Musik », en 1961 ; les deux se déroulent en Orsinia, un pays fictif d'Europe centrale,. Entre 1951 et 1961, elle écrit également cinq romans, tous situés en Orsinia et refusés par les éditeurs à cette période-là. Une partie de sa poésie de cette période est publiée en 1975 dans le recueil Wild Angels (Les Anges Sauvages).
Sa première publication professionnelle est la nouvelle « April in Paris » (« Avril à Paris ») en 1962 dans Fantastic Science Fiction, suivie de sept autres dans les années suivantes, dans les revues Fantastic et Amazing Stories, grâce à l'éditrice Cele Goldsmith Lalli, une autre figure féminine isolée dans la science-fiction de l’époque, avec qui elle devient amie. Parmi ces nouvelles, « The Dowry of Angyar » (« La Dot des Angyar »), republiée plus tard sous le titre « Semley's Necklace » (« Le Collier de Semlé »), introduit l'univers du cycle de l'Ékumen, tandis que « The Rule of Names » (« La Règle des noms ») et « The Word of Unbinding » (« Le Mot de déliement ») introduisent l'univers du cycle de Terremer. Ces premières nouvelles sont ignorées par les critiques de l'époque.
En 1964, année de naissance de Theodore, son troisième enfant, après une longue période de refus de la part des éditeurs, Le Guin se tourne vers l'écriture de romans de science-fiction, sachant qu'il existait un marché pour ce genre. Ace Books publie Rocannon's World (Le Monde de Rocannon), le premier roman publié de Le Guin, en 1966. Deux autres romans du cycle de l'Ékumen, Planet of Exile (Planète d'exil) et City of Illusions (La Cité des illusions) sont publiés respectivement en 1966 et 1967, et les trois livres ensemble sont connus dans un premier temps sous le nom de « trilogie de Hain ». Les deux premiers sont publiés ensemble pour former la moitié d'un « Ace Double », un format de poche d'Ace Books regroupant deux romans dans un seul livre à bas prix. En raison de la notoriété croissante de Le Guin, le roman La Cité des Illusions est ensuite publié en tant qu'ouvrage autonome à part entière. Ces romans reçoivent plus d'attention critique que les nouvelles de Le Guin, avec des critiques publiées dans plusieurs magazines de science-fiction, mais la réception critique reste modérée. Les livres traitent de nombreux thèmes et idées également présents dans les œuvres ultérieures plus connues de Le Guin, comme le « voyage archétypal » d'un protagoniste qui entreprend à la fois un voyage physique et un voyage de découverte de soi, de contact et de communication entre des cultures différentes, la quête d'identité et la réconciliation de forces opposées.
Lors de la publication de sa nouvelle « Nine Lives » (« Neuf vies ») en 1968, le magazine Playboy demande à Le Guin de publier l'histoire sans son prénom complet : elle accepte de publier sous le nom abrégé de « UK Le Guin ». Elle écrira plus tard que c'est la première et unique fois qu'elle a été victime de préjugés sexistes de la part d'un rédacteur en chef ou d'un éditeur : « cela semblait si stupide, si grotesque, que je n'ai pas vu que c'était aussi important. » Dans les éditions suivantes, l'histoire a été publiée sous son nom complet.

### 1968-1975: succès critique
Les deux livres suivants de Le Guin lui valent un succès critique immédiat. A Wizard of Earthsea (Le Sorcier de Terremer), publié en 1968, est un roman de fantasy écrit initialement pour répondre à une demande de l'éditeur de Parnassus Press, qui souhaitait qu'elle écrive un roman jeunesse pour adolescents, car il y voyait un marché à fort potentiel,. Ce roman d'apprentissage dont l'action se situe dans l'archipel fictif de Terremer reçoit un accueil positif aux États-Unis et en Grande-Bretagne,.
Son roman suivant, The Left Hand of Darkness (La Main gauche de la nuit), publié en 1969, appartient au cycle de l'Ékumen et explore les thèmes du genre et de la sexualité sur une planète fictive où les humains n'ont pas de sexe fixe. Ce livre, qui remet en question la place des femmes et des hommes dans la société, est la première œuvre féministe de Le Guin, et selon la chercheuse Donna White, il a stupéfié les critiques de science-fiction de l'époque. Il remporte le prix Nebula et le prix Hugo du meilleur roman - faisant de Le Guin la première femme à remporter ces prix - et un certain nombre d'autres distinctions,. Le Sorcier de Terremer et La Main gauche de la nuit ont été décrits par le critique Harold Bloom comme les chefs-d'œuvre de Le Guin.
Elle remporte à nouveau le prix Hugo en 1973 pour The Word for World is Forest (Le nom du monde est forêt). Le livre a été influencé par la colère de Le Guin à l'égard de la guerre du Vietnam et explore les thèmes du colonialisme et du militarisme , : Le Guin l'a décrit en 2001 comme sa « déclaration politique la plus ouverte » dans une œuvre de fiction.
Le Guin continue à développer les thèmes de l'équilibre et du passage à l'âge adulte dans les deux volets suivants de la série Terremer : The Tombs of Atuan (Les Tombeaux d'Atuan) et The Farthest Shore (L'Ultime Rivage), publiés respectivement en 1971 et 1972. Les deux livres ont été salués pour leur style et pour l'exploration du thème de la mort.
Son roman de 1974, The Dispossessed (Les Dépossédés) a de nouveau remporté les prix Hugo et Nebula du meilleur roman, faisant d'elle la première personne à remporter pour la deuxième fois ces deux prix pour un même livre. Se déroulant également dans l’univers de l'Ékumen, l’histoire explore l'anarchisme et l'utopie. La chercheuse Charlotte Spivack l'a décrit comme un changement radical dans la science-fiction de Le Guin vers une approche plus politique,.
Plusieurs de ses nouvelles de littératures de l'imaginaire de cette période, y compris son premier récit publié, ont été ultérieurement publiées dans le recueil de 1975 The Wind's Twelve Quarters (Aux douze vents du monde),. Ses fictions de la période, de 1966 à 1974, dont également The Lathe of Heaven (L'Autre Côté du rêve), The Ones Who Walk Away from Omelas (Ceux qui partent d'Omelas, lauréat du prix Hugo), et The Day Before the Revolution (À la veille de la Révolution, lauréat du prix Nebula), constituent la partie de l'œuvre de Le Guin la plus connue.

### 1975-1990: exploration littéraire plus large
Le Guin publie divers ouvrages dans la seconde moitié des années 1970, dans une optique de plus en plus féministe. Elle continue à explorer les littératures de l'imaginaire avec le roman The Eye of the Heron (L'Œil du héron), qui, selon elle, peut éventuellement être intégré à l'univers de l'Ékumen même si c'est sans importance pour le récit, et qu'elle a surtout déclaré considérer comme sa première œuvre centrée sur une femme et véritablement issue d'une réflexion sur le féminisme en littérature. Elle publie également Very Far Away From Anywhere Else (Loin, très loin de tout), un roman réaliste pour adolescents, ainsi que le recueil Chroniques orsiniennes et le roman Malafrena en 1976 et 1979, respectivement. Bien que les deux derniers se déroulent dans le pays fictif d'Orsinia, ce sont des récits réalistes plutôt que de fantasy ou de science-fiction. Le Guin publie également un recueil de poésie, Anges sauvages, en 1975 et un recueil d'essais, Le Langage de la nuit, en 1979.

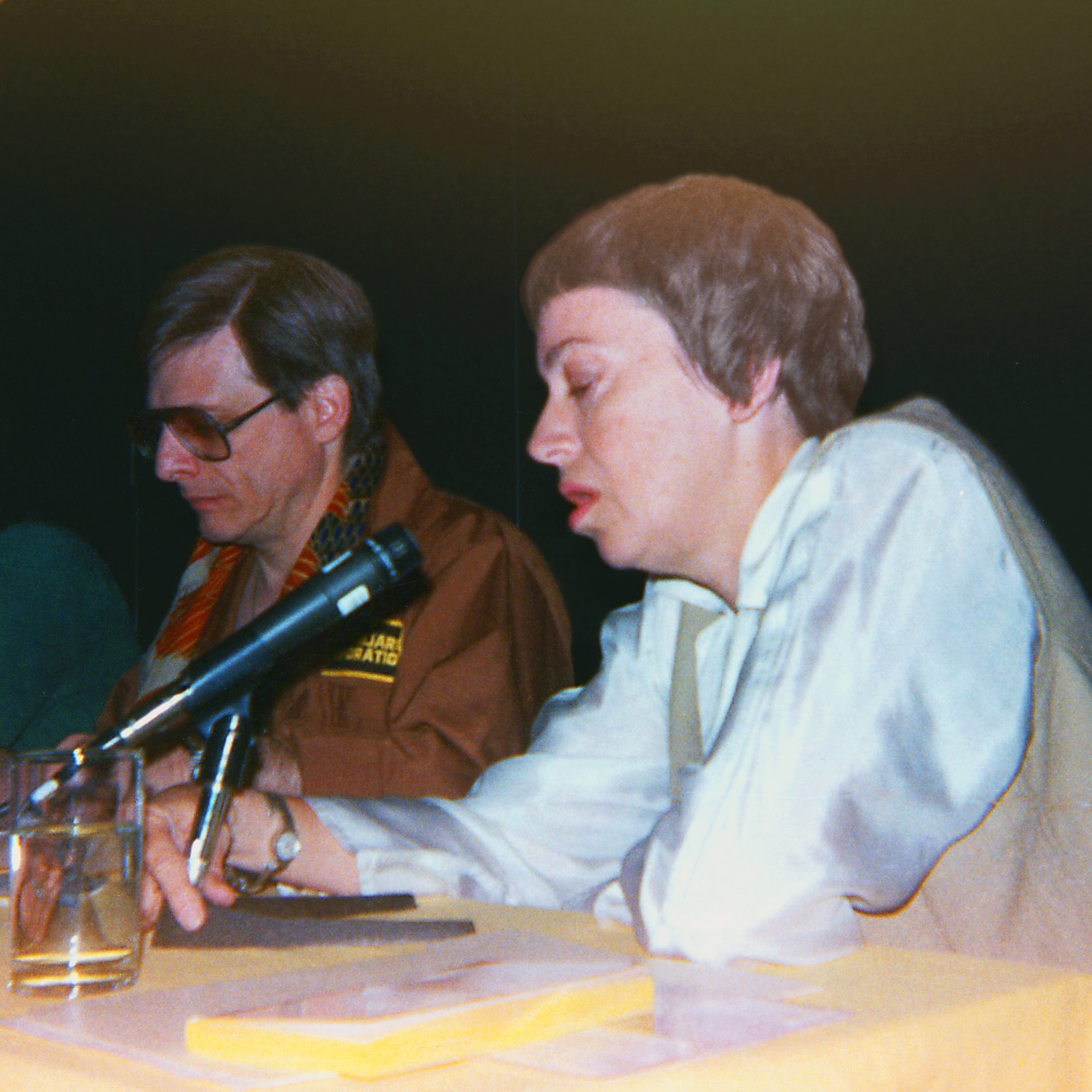
Le Guin avec Harlan Ellison à la Westercon de Portland (1984).

Le Guin écrit ensuite principalement pour un public plus jeune : entre 1979 (année de la publication de Malafrena), et 1994 (année de la parution du recueil Pêcheur de la mer intérieure), elle écrit onze livres illustrés pour enfants, dont le Cycle des chats volants (Catwings), ainsi que Le Commencement de nulle part, un roman fantastique pour adolescents, publié en 1980,,.
En 1985, elle publie l'ouvrage expérimental La Vallée de l'éternel retour. Elle publie également quatre autres recueils de poésie au cours de cette période, tous reçus positivement,.
En 1986, elle publie un court essai sur l'écriture de fictions intitulé The carrier bag theory of fiction (La théorie de la fiction-panier), qui théorise une pensée écoféministe à laquelle plusieurs générations d'auteurs féministes se réfèrent depuis.
Elle commence à revisiter l'univers de Terremer et publie en 1990 le roman Tehanu, dix-huit ans après L'Ultime rivage. Pendant cette période, la pensée féministe de Le Guin s'est considérablement développée ; ce livre reçoit des éloges de la critique pour sa remise en question de la place des femmes dans la société et pour son approche plus adulte et plus sombre de la fantasy, par rapport aux œuvres précédentes de la série et du genre en général. Il permet à Le Guin de remporter un troisième prix Nebula du meilleur roman et il permet également à la série de ne plus être classée seulement dans la littérature de jeunesse.

### 1990-2018: derniers écrits

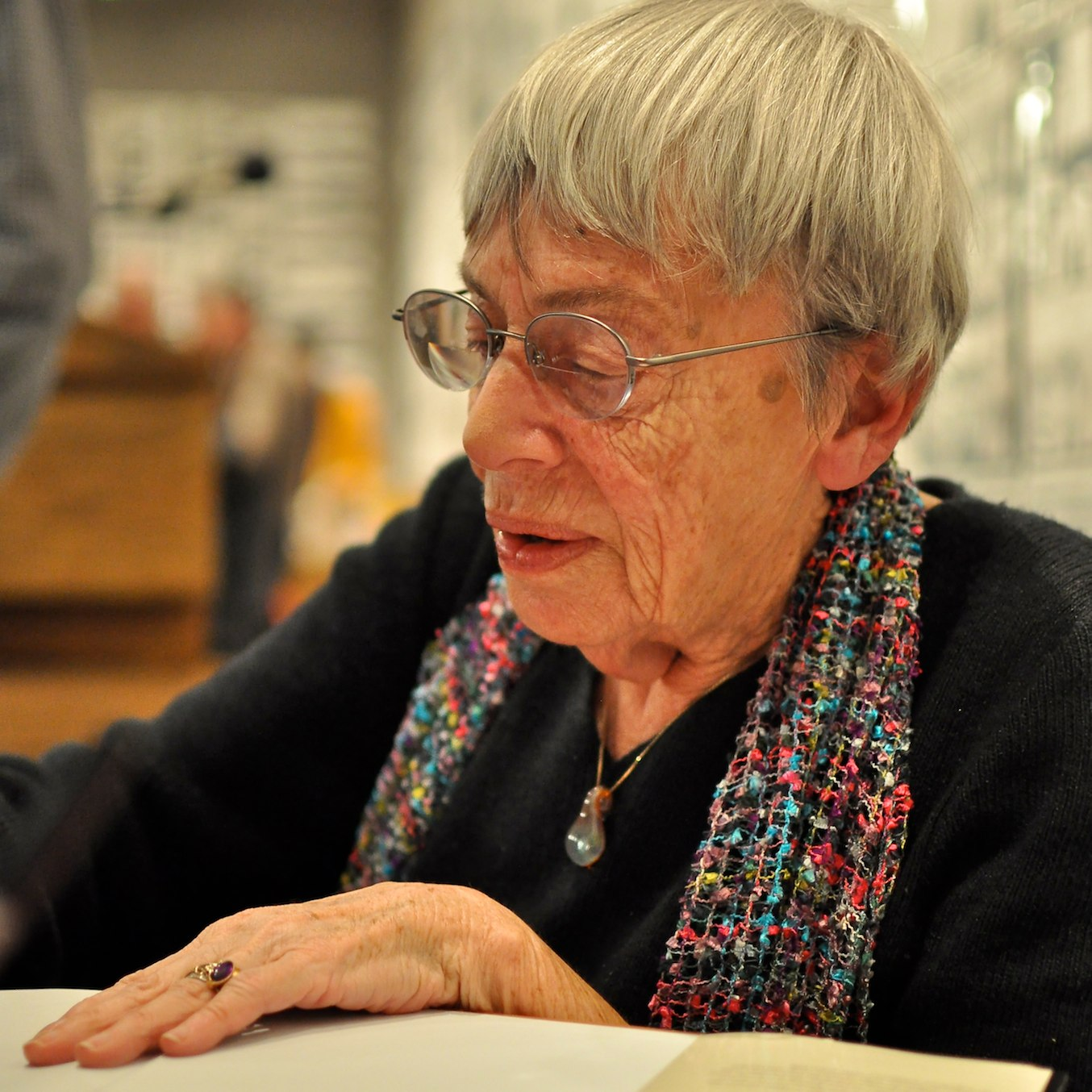
Ursula Le Guin en 2013.

Le Guin explore à nouveau le cycle de l'Ékumen dans les années 1990, après une longue interruption, avec la publication d'une série de nouvelles, en commençant par L'Histoire des Shobies en 1990.
Parmi ces récits, la nouvelle « Puberté en Karhaïde » (1995) est particulièrement commentée et étudiée, pour son exploration du passage à l'âge adulte et de la sexualité dans la population transgenre de la planète Géthen qu'elle avait inventée pour le roman La Main gauche de la nuit ; l'universitaire Sandra Lindow estime que cette nouvelle est « si transgressivement sexuelle et si moralement courageuse » que Le Guin « n'aurait pas pu l'écrire dans les années 60 ».
Toujours en 1995, elle publie la suite de nouvelles Quatre chemins de pardon, qu'elle complète en 1999 avec une cinquième, « Musique Ancienne et les Femmes esclaves ». Ces cinq récits explorent la liberté et la rébellion au sein d’une société esclavagiste. En 2000, elle publie Le Dit d'Aka, son dernier roman dans l'univers de l'Ékumen, et l'année suivante les deux derniers tomes de l'univers de Terremer, Contes de Terremer et Le vent d'ailleurs,. Ce dernier remporte le prix World Fantasy du meilleur roman en 2002.
À partir de 2002, plusieurs recueils et anthologies de l’œuvre de Le Guin sont publiés. Une nouvelle inédite (« Paradis perdu ») est publiée en 2002 avec d'autres nouvelles récentes parues depuis 1994, dans le recueil The Birthday of the World and Other Stories (traduit sous le nom de L'Anniversaire du monde) ; ces récits explorent les thèmes du genre, de l'environnement, de l'anarchisme et du fondamentalisme religieux,, Un autre recueil, Changing Planes (Changements de plans), est également publié en 2002. La Library of America publie deux anthologies : le recueil de nouvelles The Unreal and the Real en 2012, et en 2017 The Hainish Novels and Stories, une compilation en deux tomes des œuvres de l'univers de l'Ékumen.
Parmi les nouvelles œuvres de fiction de cette période, Lavinia, publié en 2008 est un roman de fantasy historique et féministe, basé sur le développement d'un personnage féminin secondaire de l'Énéide de Virgile, ; la trilogie Chronique des rivages de l'Ouest, composée de Dons (2004), Voix (2006) et Pouvoirs (2007), bien qu'écrite pour un public adolescent, reçoit le prix Nebula du meilleur roman en 2009 pour le dernier tome,.
Au cours de ses dernières années, Le Guin s'éloigne de la fiction et produit des essais, des poèmes et quelques traductions. Ses dernières publications, posthumes, sont la série d'entretiens Ursula K Le Guin: Conversations on Writing et le recueil de poésie So Far So Good: Final Poems 2014–2018,,.

## Analyse de l'œuvre

### Style et influences

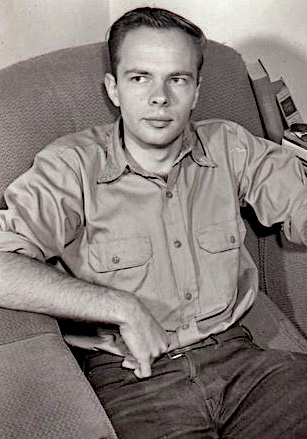
Philip K. Dick en 1962.

#### Lectures littéraires
Le Guin a lu beaucoup de romans classiques (parmi lesquels elle a en particulier cité l'importance de Léon Tolstoï, Victor Hugo, William Wordsworth, Charles Dickens et Boris Pasternak) et de littératures de l'imaginaire dans sa jeunesse (Les Aventures d'Alice au pays des merveilles de Lewis Carroll, Le Vent dans les saules de Kenneth Grahame, Le Livre de la jungle de Rudyard Kipling, Lord Dunsany, Le Serpent Ouroboros de Eric Rücker Eddison, etc.). Elle a déclaré qu'elle a commencé à découvrir la science-fiction vers 11 ou 12 ans avec la lecture d'Isaac Asimov, mais que cela n'a pas eu beaucoup d’influence sur elle jusqu'à ce qu'elle lise les œuvres de Theodore Sturgeon et de Cordwainer Smith (en particulier Alpha Ralpha Boulevard, qui lui a donné envie d'écrire dans ce style). Elle a aussi dit qu'elle préférait lire Virginia Woolf et Jorge Luis Borges plutôt que des auteurs de science-fiction classiques tels que Robert Heinlein, dont elle décrivait l'écriture comme une expression traditionnelle de « l'homme blanc qui conquiert l'univers ».
Parmi ses contemporains, Le Guin a reconnu l'influence de Philip K. Dick, avec qui elle a fréquenté le même lycée, même si elle n'a communiqué avec lui que plus tard ; elle a déclaré que son roman L'Autre Côté du rêve pouvait être considéré comme un hommage au travail de Dick.
Plusieurs chercheurs affirment que l'influence des récits mythologiques et de J. R. R. Tolkien, que Le Guin aimait lire lorsqu'elle était enfant, est également visible dans une grande partie de son œuvre : par exemple, la nouvelle « Le Collier de Semlé » est décrite comme une adaptation d'un mythe nordique dont elle a repris les codes stylistiques,.

#### Anthropologie culturelle

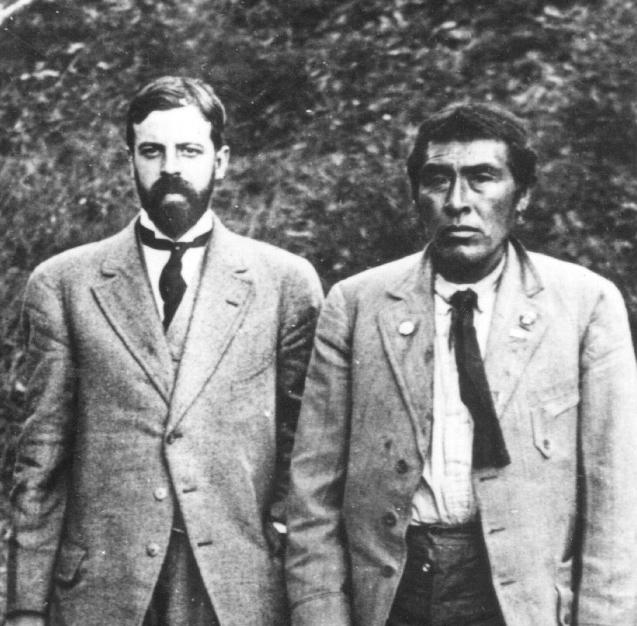
Le père d'Ursula, Alfred Kroeber, avec Ishi, le dernier des Yahi (1911)

La discipline de l'anthropologie culturelle a eu une influence importante sur l'écriture de Le Guin. Son père, Alfred Kroeber, est considéré comme un pionnier dans le domaine et était directeur du Musée d'anthropologie de l'Université de Californie : grâce à ses recherches, Le Guin a été exposée à l'anthropologie et à l'exploration culturelle dès son enfance. En plus des mythes et des légendes, elle a lu des ouvrages tels que The Leaves of the Golden Bough d'Elisabeth Grove Frazer, un livre pour enfants adapté d'une étude comparative sur le mythe et la religion publiée par James George Frazer sous le titre Le Rameau d'or. Elle a décrit le fait de vivre avec les amis et les connaissances de son père comme une expérience de l'altérité. En particulier, son rapport indirect à la vie d'Ishi et à son contact avec la culture et le mode de vie occidentaux, à travers l'expérience passée de son père, en tant qu'anthropologue, et de sa mère, en tant que biographe, a eu une forte influence sur Le Guin, et des éléments de cet héritage ont été identifiés dans des œuvres telles que Planète d'Exil, La Cité des Illusions, Le nom du monde est forêt et Les Dépossédés.

#### Philosophie taoïste

Le taijitu est le symbole du dualisme taoïste.

La philosophie taoïste a joué un rôle important dans la vision du monde de Le Guin, et son influence peut être observée dans plusieurs de ses récits,.
Tout d'abord, de nombreux protagonistes de Le Guin, comme dans L'Autre Côté du rêve, incarnent l'idéal taoïste de non-intervention appelé wuwei : les anthropologues de l'univers de l'Ékumen essaient de ne pas interférer avec les cultures qu'ils rencontrent ; de même, dans Le Sorcier de Terremer, un des premiers enseignements reçus par Ged est de ne pas utiliser la magie à moins que cela ne soit absolument nécessaire,.
La notion taoïste d'équilibre est également omniprésente dans l'œuvre de Le Guin. L'archipel du monde de Terremer repose ainsi sur un équilibre délicat entre la terre et la mer, implicite dans le nom « Terremer », entre les îles individuelles et l'ensemble du royaume, entre les gens et leur environnement naturel, et sur un équilibre cosmique plus vaste, que les sorciers sont chargés de maintenir ; dans chacun des trois premiers romans du cycle, cet équilibre est perturbé par quelqu'un. De même, cette notion d'équilibre apparaît régulièrement dans le cycle de l'Ékumen : Douglas Barbour cite notamment les enseignements des Handdaratas dans La Main gauche de la nuit, l'union des races dans Planète d'Exil, les leçons apprises par Rocannon dans Le Monde de Rocannon et la dualité holistique de la culture athschéenne, dont la santé mentale repose sur un équilibre entre la raison et le rêve, dans Le nom du monde est forêt.
Une autre idée taoïste importante est la réconciliation des opposés tels que la lumière et l’obscurité, ou le bien et le mal, représentée par l'union des concepts de yin et de yang dans le symbole du taijitu. Un certain nombre de romans de l'Ékumen, dont Les Dépossédés (d'un point de vue politique et idéologique) et La Main gauche de la nuit (du point de vue des inégalités de genre), ont exploré un tel processus de réconciliation. Dans l'univers de Terremer, c'est l'incompréhension de l'équilibre de la vie qui est décrite comme néfaste, plutôt que les pouvoirs de destruction des dragons, des ténèbres et de la magie noire, contrairement aux histoires occidentales conventionnelles dans lesquelles le bien et le mal sont en conflit constant et représentés par des antagonistes bien identifiés que les protagonistes doivent combattre plutôt que remettre en question leurs propres contradictions et trouver leur équilibre interne,.

#### Psychologie jungienne
Plusieurs critiques ont retrouvé des archétypes jungiens dans l'œuvre de Le Guin. En particulier, l'ombre de Ged dans Un sorcier de Terremer a été associée par Margaret P. Esmonde à l'archétype de l'ombre dans la psychologie jungienne, et analysée en conséquence comme une représentation de la fierté, de la peur et du désir de pouvoir de Ged, ; Le Guin a discuté de son interprétation de cet archétype et de son intérêt pour les parties sombres et refoulées de la psyché lors d'une conférence en 1974, bien qu'elle ait déclaré qu'elle n'avait pas lu les travaux de Carl Jung avant d'écrire ces récits.
D'autres archétypes, notamment la Mère, l'Animus et l'Anima, ont également été identifiés dans les écrits de Le Guin.
Les forêts de certaines planètes présentées dans plusieurs œuvres de l'Ékumen ont été interprétées comme une métaphore de l'esprit et de « l'inconscient collectif » jungien.

#### Genres littéraires et style

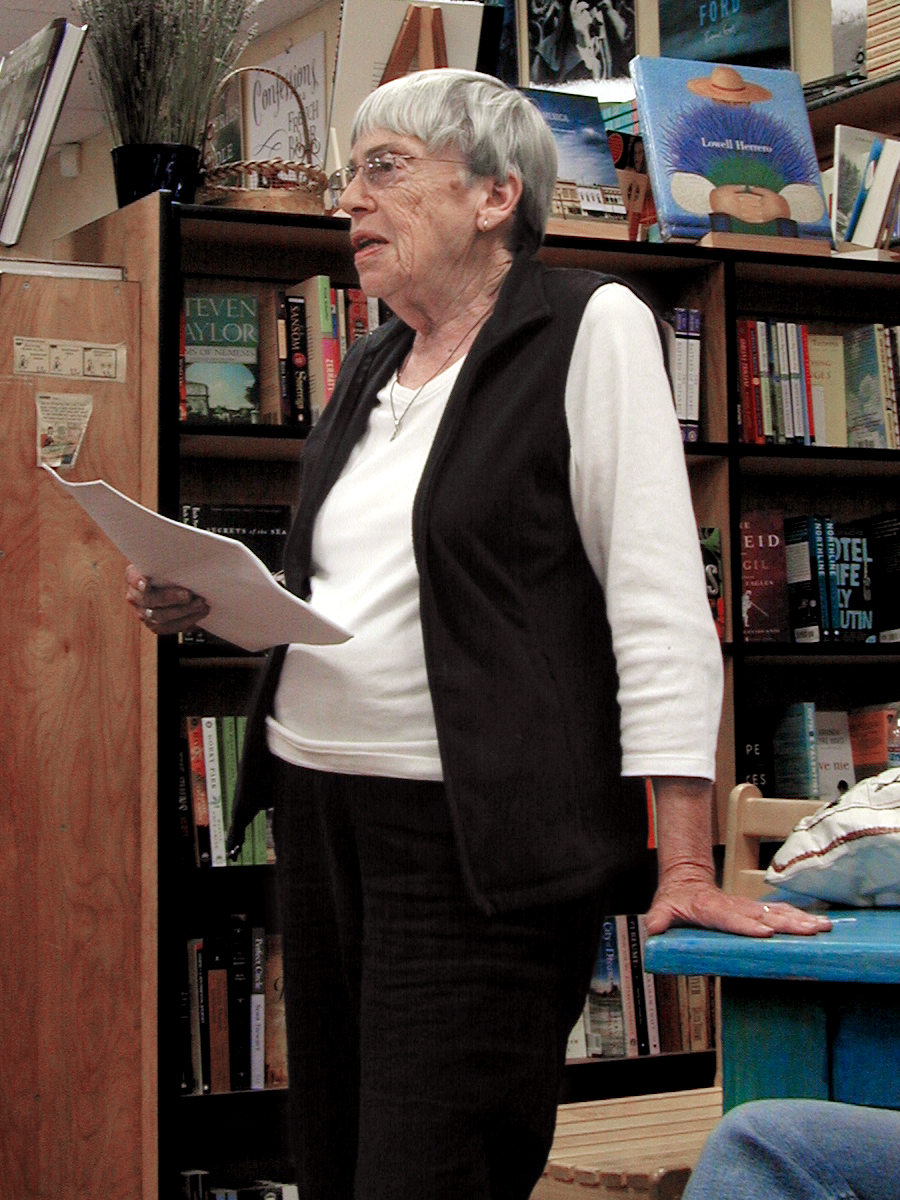
Le Guin lors d'une lecture à Danville, Californie (juin 2008)

Bien que Le Guin soit principalement connue pour ses œuvres de science-fiction et de fantasy, elle a également écrit de la fiction réaliste, des essais, de la poésie et plusieurs autres formes littéraires ; ainsi, ses écrits ont été analysés et commentés par des critiques grand public, des critiques de littérature pour enfants et des critiques de science-fiction. Par conséquent, c'est une autrice qui échappe aux classifications habituelles. Le Guin elle-même a déclaré qu'elle préférerait être connue comme une « romancière américaine ». Sa transgression des frontières conventionnelles du genre a conduit à une « balkanisation » de la critique littéraire la concernant, en particulier entre les spécialistes de littérature pour enfants et ceux de littérature de science-fiction ; ainsi, les commentateurs ont remarqué que les romans du Cycle de Terremer ont reçu moins d'attention critique spécifique parce qu'ils étaient considérés comme des livres pour enfants. Le Guin elle-même a désapprouvé ce traitement de la littérature de jeunesse, la décrivant comme une discrimination méprisante de la part des adultes,. En 1976, le spécialiste de littérature George Slusser critique la « stupide classification des publications désignant [les premiers tomes du Cycle de Terremer] comme de la littérature pour enfants » ; toutefois, selon Barbara Bucknall, le cycle « peut être lu, comme Tolkien, par des enfants de dix ans comme par des adultes. Ces histoires sont intemporelles car elles traitent de problèmes auxquels nous sommes confrontés à tout âge ».
Plusieurs de ses œuvres ont une prémisse tirée de la sociologie, de la psychologie ou de la philosophie,. En conséquence, les récits futuristes de Le Guin sont souvent associés au courant dénommé « new wave » (ou « nouvelle vague de la science-fiction », en français), aux côtés notamment de J. G. Ballard et Philip K. Dick,,. Comme le reste des œuvres de ce courant, celles de Le Guin ont également été qualifiées de « soft science-fiction », et Le Guin a même été décrite comme la « sainte patronne » de ce sous-genre,. Certains auteurs de science-fiction se sont opposés à cette qualification, la considérant comme potentiellement péjorative, utilisée non seulement pour discréditer et rejeter les histoires qui ne sont pas basées sur des problèmes de physique, d'astronomie ou d'ingénierie, mais aussi pour cibler l'écriture des femmes ou d'autres groupes sous-représentés dans le genre. Le Guin a suggéré l'expression de « science-fiction sociale » pour certains de ses écrits, tout en faisant remarquer que beaucoup de ses histoires n'étaient pas du tout de la science-fiction. Elle a soutenu que le terme de « soft science-fiction » était source de division et impliquait une vision étriquée de ce qui constitue une forme valable de science-fiction.
Pour ces raisons, d'autres critiques l'ont plutôt rattachée, plus récemment, aux auteurs du courant dénommé science-fiction anthropologique, aux côtés notamment de Chad Oliver et Joanna Russ. L’influence de l’anthropologie est en effet clairement observable dans les sociétés et les personnages inventés par Le Guin. Plusieurs de ses protagonistes sont des anthropologues ou des ethnologues qui explorent un monde qui leur est étranger. C'est particulièrement vrai pour les récits du Cycle de l'Ékumen, parmi lesquels on peut citer les personnages de Rocannon (dans Le Monde de Rocannon) et Genly Ai (dans La Main gauche de la nuit), ainsi que Shevek (dans Les Dépossédés), qui deviennent des observateurs de cultures qui leur sont profondément étrangères lors de leurs voyages sur d'autres planètes. En effet, dans cet univers, les humains ne sont pas originaires de la Terre, mais de la planète Hain, depuis laquelle ils ont colonisé de nombreuses planètes, menant parfois des expériences génétiques, avant de perdre le contact avec elles ; l'évolution de ces populations a ensuite donné naissance à des biologies et des structures sociales variées mais liées par une même origine,. Les écrits de Le Guin sont souvent centrés sur ces cultures extraterrestres, et en particulier les cultures humaines des planètes différentes de la Terre dans l'univers de l'Ékumen. En découvrant ces sociétés et mondes différents, les protagonistes de Le Guin, et par extension les lecteurs, voyagent également en eux-mêmes et remettent en question la nature de ce qu'ils considèrent comme « étranger » et de ce qu'ils considèrent comme « indigène ».
Plusieurs œuvres de Le Guin présentent des caractéristiques stylistiques ou structurelles inhabituelles ou subversives. La structure hétérogène de La Main gauche de la nuit, décrite comme « nettement post-moderne », était inhabituelle à l'époque de sa publication, et contrastait fortement avec la structure de la science-fiction traditionnelle (essentiellement écrite par des hommes), qui était simple et linéaire. Le roman a été conçu et est présenté comme un rapport envoyé à l'Ékumen par le protagoniste Genly Ai après son séjour sur la planète Géthen, suggérant ainsi qu'Ai sélectionnait et ordonnait des textes de différentes natures, composés de ses récits personnels, d'extraits de journaux, de mythes géthéniens et de rapports ethnologiques. Le Cycle de Terremer utilise également une forme narrative non conventionnelle, décrite par l'universitaire Mike Cadden comme un « discours indirect libre », dans lequel les sentiments du protagoniste ne sont pas directement séparés de la narration, ce qui donne l'impression que le narrateur éprouve de la sympathie envers les personnages, et supprime le scepticisme envers les pensées et les émotions des personnages qui caractérise une narration plus directe. Cadden suggère que cette méthode conduit les jeunes lecteurs à se rapprocher émotionnellement des personnages, une technique efficace pour la littérature pour jeunes adultes.
Un certain nombre d'écrits de Le Guin, en particulier dans le Cycle de Terremer, ont remis en question les conventions de la fantasy et des mythes épiques. De nombreux protagonistes de Terremer sont des individus à la peau sombre, par rapport aux héros à la peau blanche plus traditionnellement utilisés dans la fantasy ; de même, certains des antagonistes ont la peau blanche, Le Guin assumant une inversion des rôles classiques qui a été remarquée par de nombreux critiques,. Dans une interview de 2001, Le Guin a attribué le manque fréquent d'illustrations de personnages sur les couvertures de ses livres à son choix de protagonistes non blancs ; elle a expliqué ce choix en disant : « la plupart des gens dans le monde ne sont pas blancs. Pourquoi, à l'avenir, supposerions-nous qu'ils le sont ? ». Son livre de 1985 La Vallée de l'éternel retour, décrit comme « sa grande expérimentation », inclut une histoire racontée du point de vue d'un jeune protagoniste, mais également des poèmes, des dessins bruts de plantes et d'animaux, des mythes et des rapports anthropologiques de la société matriarcale des Kesh, un peuple fictif vivant dans la vallée de Napa après une inondation mondiale catastrophique,.

### Thèmes

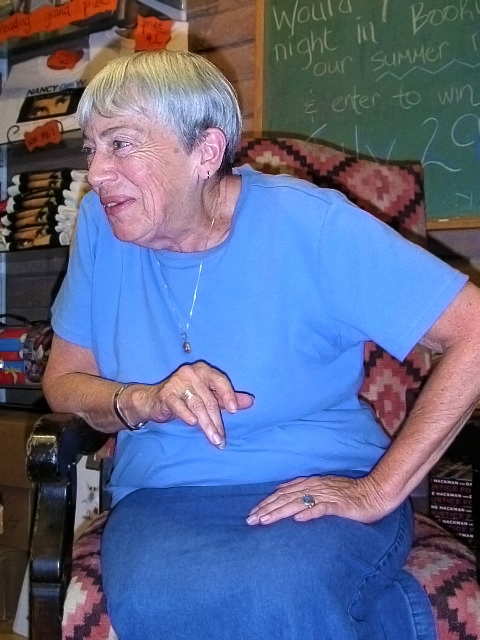
Ursula Le Guin à Albuquerque (Nouveau-Mexique) le 15 juillet 2004.

#### Genre et sexualité: la construction d'une pensée féministe
Le genre et la sexualité sont des thèmes importants dans plusieurs œuvres de Le Guin. La Main gauche de la nuit, publié en 1969, est historiquement l'un des premiers livres du genre désormais connu sous le nom de science-fiction féministe, et constitue le cas le plus célèbre d'androgynie en science-fiction. Elle y questionne les rôles de genre à travers l'histoire d'une planète fictive, Géthen, où les humains ont acquis une forme d'hermaphrodisme successif, en conséquence de manipulations génétiques par les Hainiens : ils sont le plus souvent asexués mais pendant de brèves périodes de leur cycle hormonal, ils développent des caractéristiques sexuelles féminines ou masculines (en fonction du contexte et en particulier de leurs relations du moment). Les différents narrateurs et personnages des récits soulèvent la question, sans la trancher, de la raison pour laquelle il n'y a pas eu de guerre dans l'histoire des sociétés gétheniennes, et s'il est possible qu'il y en ait, en formulant notamment l'hypothèse que la cause en est peut être cette absence d'identité de genre et de sexualité fixes dans les relations sociales,. La culture géthénienne a été explorée dans le roman à travers les yeux d'un Terrien, dont la masculinité constitue un obstacle à la communication interculturelle.
En dehors du cycle de l'Ékumen, l'utilisation par Le Guin d'une protagoniste féminine, dans Les Tombeaux d'Atuan, publié en 1971, a été décrite comme une « exploration significative de la condition féminine », une des premières dans le genre de la fantasy.
L’attitude de Le Guin à l’égard du genre et du féminisme a considérablement évolué au fil du temps. Bien que La Main gauche de la nuit ait été considéré comme une œuvre de science-fiction pionnière sur les questions de genre, elle a également été critiquée pour ne pas être allé assez loin : les critiques ont souligné l'attribution de pronoms de genre masculin ainsi que de caractères et de rôles sociaux stéréotypiquement masculins aux personnages en phase androgyne, et la représentation de l'hétérosexualité comme la norme sur Géthen. La représentation du genre par Le Guin dans Terremer a également été décrite comme la reproduction d'un monde dominé par les hommes ; selon l'Encyclopédie de la science-fiction, « Le Guin voyait les hommes comme les acteurs et les décideurs du [monde], tandis que les femmes restaient le centre immobile, le puits auquel ils s'abreuvaient »,,. Le Guin a d'abord défendu son choix d'écriture ; dans un essai de 1976 intitulé « Le genre est-il nécessaire ? », elle a écrit que le genre était secondaire par rapport au thème principal de la loyauté dans La Main gauche de la nuit. Toutefois, Le Guin a revisité cet essai en 1988 et a reconnu qu'en réalité le genre était au cœur du roman, et a regretté ne pas avoir eu la force de l'admettre face aux critiques, et de ne pas avoir su identifier ce biais dans son approche du genre. Dans une lettre privée du 7 février 1977 à James Tiptree, Jr., avec qui elle entretenait une correspondance régulière depuis le début des années 1970, et qui venait de lui révéler en novembre 1976 que ce nom de plume masculin masquait l'identité féminine d'Alice Sheldon, elle confesse ses difficultés à répondre aux critiques virulentes à son encontre émanant du mouvement féministe et à expliquer sa tendance à choisir des protagonistes masculins dans ses récits ; elle y évoque aussi son incapacité à expliquer pourquoi, selon Joanna Russ, une autre amie autrice de science-fiction féministe avec qui elle correspondait régulièrement et qui a elle-même écrit la nouvelle « Lorsque tout changea » en réaction à La main gauche de la nuit, elle représente dans ses récits les femmes comme des « Tante Tom » (c'est-à-dire des traîtres à leur cause) et les hommes « sans couilles ».
Ces réflexions et remises en question aboutissent à une évolution nettement plus féministe de ses écrits ultérieurs. Elle n'utilise plus, à partir de 1975, des pronoms exclusivement masculins, contrairement à ce qu'elle avait fait en 1969 dans La Main gauche de la nuit, pour désigner les personnages sexuellement latents de la planète Géthen : d'abord dans une réédition de « Le Roi de Nivôse », publiée pour la première fois en 1969, et dans laquelle elle remplace les pronoms masculins par des féminins pour sa republication en 1975 dans le recueil Aux douze vents du monde ; elle évite aussi la plupart des pronoms masculins dans sa nouvelle de 1995 « Puberté en Karhaïde »,,, qui est rééditée en 2002 dans le recueil L'Anniversaire du monde, accompagnée de six autres nouvelles histoires mettant en scène des relations sexuelles et des couples non orthodoxes.
Elle rédige ensuite L'Œil du héron, publié en 1978, qu'elle a déclaré considérer comme sa première œuvre véritablement centrée sur une femme. En 1986, elle publie un court essai sur l'écriture de fictions intitulé The carrier bag theory of fiction (La théorie de la fiction-panier), dans lequel elle s'interroge sur la manière dont notre civilisation de chasseurs-cueilleurs a pu devenir le berceau de récits qui ne parlent que de chasseurs, et explique son affinité à écrire au contraire sur les femmes, les enfants, « les mauviettes et les empotés », plutôt que sur des héros masculins traditionnels qui résolvent les problèmes qu'ils rencontrent par la violence ; elle théorise ainsi une pensée écoféministe pour laquelle « les épopées faites de conquêtes et de violences sont à remplacer par d’autres histoires mêlant soin, partage et collecte », et à laquelle plusieurs générations d'auteurs féministes, notamment parmi les auteurs de science-fiction, se réfèrent depuis.
Elle met par la suite ces principes en application dans ses récits. Dans la suite du Cycle de Terremer, c'est dans le roman Tehanu, publié en 1990, qu'elle commence à revisiter les relations de genre par rapport à ses récits précédents ; ce roman est décrit comme une suite plus féministe des Tombeaux d'Atuan, car, à l'inverse de précédemment, le pouvoir d'action et de décision de la protagoniste féminine Tenar y est supérieur à celui du maître sorcier Ged, qui est devenu infirme, dépourvu de pouvoirs magiques et dépendant de son amie. Dans ce roman, les personnages principaux mis en scène par Le Guin sont presque tous féminins, affrontent leurs peurs et font preuve de force collective malgré les différents handicaps liés à leur âge, leur statut social ou différents troubles, tandis que les personnages masculins, plus secondaires, abusent souvent de leur pouvoir physique ou social de manière souvent violente, vicieuse et lâche : Le Guin remet ainsi clairement en question le patriarcat, la misogynie et les inégalités de genre en général, et plus spécifiquement l'exclusion des femmes du statut de sorcier dans l'univers de Terremer, en élaborant une réflexion sur le type de pouvoir auquel les femmes peuvent prétendre, qui ouvre ainsi une seconde partie, très différente de la première, au sein du Cycle de Terremer. De même, dans la suite du Cycle de l'Ékumen, dans les nouvelles de Quatre chemins de pardon, publiées en 1995, elle met en scène des personnages qui questionnent les normes oppressives des relations hommes-femmes et apprennent à les rejeter.

#### Développement moral
Le Guin explore le passage à l'âge adulte et de manière plus générale l'évolution morale de ses personnages dans plusieurs de ses récits. C'est particulièrement le cas dans les œuvres écrites pour un public plus jeune, comme Terremer et Chronique des rivages de l'Ouest ; Le Guin elle-même a déclaré dans un essai de 1973 qu'elle avait choisi d'explorer le passage à l'âge adulte dans Terremer parce qu'elle écrivait pour un public adolescent : « Le passage à l'âge adulte… est un processus qui m'a pris de nombreuses années ; je l'ai terminé, autant que je le pourrai jamais, vers l'âge de trente et un ans ; et donc j'en suis assez profondément consciente. C'est aussi le cas de la plupart des adolescents. C'est leur principale occupation, en fait ». Elle a également déclaré que la fantasy était le moyen le plus adapté pour décrire le passage à l'âge adulte, car l'exploration du subconscient était difficile en utilisant le langage de la « vie quotidienne rationnelle »,.
Les trois premiers romans du Cycle de Terremer suivent le protagoniste, Ged, de sa jeunesse à sa vieillesse, et chaque roman suit le passage à l'âge adulte d'un personnage différent. Le Sorcier de Terremer se concentre sur l'adolescence de Ged, tandis que Les Tombeaux d'Atuan et L'Ultime rivage explorent respectivement celle de Tenar et du prince Arren,. Le sorcier de Terremer est souvent décrit comme un roman d'apprentissage,, dans lequel le passage à l'âge adulte de Ged est étroitement lié au voyage physique qu'il entreprend à travers le roman. Pour Mike Cadden, le récit est convaincant « pour un lecteur aussi jeune et peut-être aussi têtu que Ged, qui peut donc éprouver de la sympathie à son égard ». Les critiques ont décrit la fin du roman, dans laquelle Ged accepte finalement l'ombre comme une partie de lui-même, comme un rite de passage. L'universitaire Jeanne Walker écrit que le rite de passage à la fin était similaire à l'intrigue entière du roman, et que l'intrigue elle-même joue le rôle d'un rite de passage pour un lecteur adolescent,.
Chaque volume des Chronique des rivages de l'Ouest décrit également le passage à l'âge adulte de ses protagonistes, et explore le sentiment de se retrouver esclave de son propre pouvoir,. L'acquisition de la maturité est associée au développement de la capacité à percevoir de nouvelles possibilités, à s'engager au-delà des choix étroits vers lesquels la société oriente les protagonistes. Dans Dons, Orrec et Gry réalisent que les pouvoirs de leur peuple peuvent être utilisés de deux manières : pour le contrôle et la domination, ou pour la guérison et l'éducation. Cette compréhension de la situation leur permet de faire un troisième choix, et de partir. Ce dilemme a été comparé aux choix que les personnages sont contraints de faire dans la nouvelle de Le Guin « Ceux qui partent d'Omelas ». De même, dans Les Tombeaux d'Atuan, Ged aide Tenar à se valoriser et à découvrir des possibilités qu'elle n'avait pas envisagées,, ce qui la conduit à quitter les Tombeaux avec lui.

#### Systèmes politiques

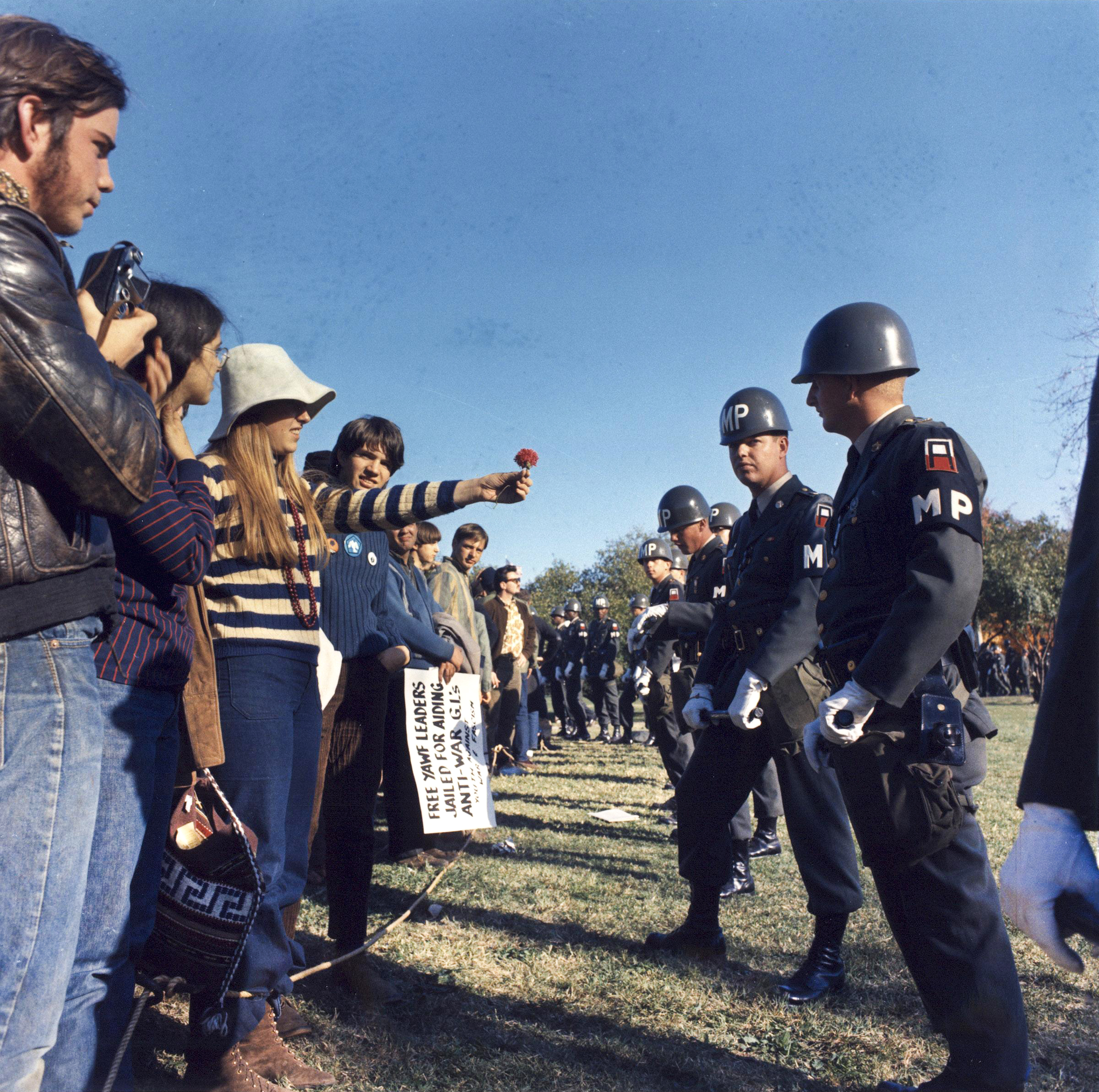
Le Guin a déclaré que les protestations contre la guerre du Viêt Nam (comme ici lors de la manifestation du Pentagone) et les mouvements sociaux de 1968 avaient eu une forte influence sur sa réflexion et sur son œuvre.

Les systèmes sociaux et politiques alternatifs sont un thème récurrent dans les écrits de Le Guin,. Les critiques ont accordé une attention particulière au développement de ce thème dans Les Dépossédés et La Vallée de l'éternel retour, mais Le Guin l'explore de manière variée dans plusieurs autres récits, comme dans « Ceux qui partent d'Omelas ».
Les Dépossédés est un roman utopique anarchiste qui, selon Le Guin, s'inspire des anarchistes pacifistes comme Pierre Kropotkine, ainsi que de la contre-culture des années 1960 ; l'influence de ce roman a été telle que certains ont attribué à Le Guin le mérite d'avoir contribué à sortir « l'anarchisme du ghetto culturel dans lequel il avait été relégué » et d'avoir contribué à l'intégrer au courant intellectuel dominant. Ce roman, qui se déroule sur les planètes jumelles d'Urras et d'Anarres, met en scène une société anarchiste planifiée, décrite comme une « utopie ambiguë ». La société, créée par les colons d'Urras sur Anarres, est matériellement plus pauvre que la société riche d'Urras, mais plus avancée éthiquement et moralement. Contrairement aux utopies classiques, la société d'Anarres n'est dépeinte ni comme parfaite, ni comme statique, mais au contraire avec des failles et en évolution ; le protagoniste Shevek se retrouve à voyager jusqu'à Urras pour poursuivre ses recherches. Néanmoins, la misogynie et la hiérarchie présentes dans la société autoritaire d’Urras sont absentes chez les anarchistes, qui fondent leur structure sociale sur la coopération et la liberté individuelle. L'Œil du héron, publié quelques années après Les Dépossédés, a été décrit comme la continuation de l'exploration de la liberté humaine par Le Guin, à travers un conflit entre deux sociétés de philosophies opposées : une ville habitée par des descendants de pacifistes et une ville habitée par des descendants de criminels.
La Vallée de l'éternel retour, qui se déroule en Californie dans un futur lointain, met en scène une société guerrière, ressemblant à la société américaine contemporaine, présentée du point de vue des Kesh, ses voisins pacifistes. La société des Kesh a été identifiée par les chercheurs comme une utopie féministe, que Le Guin utilise pour explorer le rôle de la technologie. L'universitaire Warren Rochelle a déclaré qu'il ne s'agissait « ni d'un matriarcat ni d'un patriarcat : les hommes et les femmes sont simplement comme ça ».
« Ceux qui partent d'Omelas », qui est une parabole décrivant une société dans laquelle la richesse, la sécurité et le bonheur généralisés se font au prix de la misère continue d'un seul enfant, a également été lue comme une critique de la société américaine contemporaine,.
Le nom du monde est forêt explore la manière dont la structure de la société affecte l'environnement naturel ; dans le roman, les indigènes de la planète Athshe ont adapté leur mode de vie à l'écosystème de la planète. La société humaine colonisatrice, en revanche, est décrite comme destructrice et indifférente ; en la décrivant, Le Guin a également critiqué le colonialisme et l'impérialisme, motivée en partie par sa sympathie envers les mouvements sociaux de 1968 et sa désapprobation de l'intervention américaine dans la guerre du Vietnam,,.
D'autres structures sociales sont examinées dans des œuvres telles que le recueil de nouvelles Quatre chemins de pardon ainsi que dans la nouvelle « Musique Ancienne et les Femmes esclaves » qui l'a complété plus tardivement. Situées dans l'univers de l'Ékumen, ces cinq récits présentent différentes étapes d'un processus de révolution et de reconstruction dans une société esclavagiste,. Selon l'auteur Warren Rochelle, ils décrivent une société qui a le potentiel de construire une « communauté véritablement humaine » parce que les représentants de l'union des nations humaines de l'Ekumen ont reconnu comme interlocuteur légitime un mouvement de révolte des esclaves, et ont ainsi permis aux esclaves de s'affirmer en tant qu'êtres humains, de croire en la perspective de la liberté et en la possibilité de réaliser tout ce qui leur semblait utopique, grâce à la révolution. L'esclavage, la justice et le rôle des femmes dans la société sont également explorés dans Chronique des rivages de l'Ouest,.
Kathleen Ann Goonan a écrit que le travail de Le Guin confrontait le « paradigme de l'insularité face à la souffrance des gens, des autres êtres vivants et des ressources » et explorait « des alternatives durables respectueuses de la vie ».

#### Racisme et xénophobie
Dans une analyse rétrospective publiée en 2017, Le Guin considère que les premiers récits du cycle de l'Ékumen, publiés dans les années 1960, en comparaison avec les récits suivants, constituaient alors surtout un défi conscient aux préjugés racistes inhérents à « l'univers vanille traditionnel de la science-fiction et de la fantasy », qu'elle voulait « subvertir », en basant ses récits « sur l'hypothèse (parfaitement rationnelle) qu'être "de couleur" est la norme humaine ». En effet, les récits du cycle de l'Ékumen mettent le plus souvent en scène des protagonistes à la peau plus ou moins brune, comme la noble Angyar du premier texte de la série, Le Collier de Semlé, son fils Mogien dans Le Monde de Rocannon (mais à l'exception notable de l'ethnologue Rocannon dans ces deux premiers récits), Jacob Agat dans Planète d'exil ou encore son descendant Ramarren Agad de Charen dans La Cité des illusions. Le Guin montre l'universalité de cette problématique en inversant les rapports de domination historiques, induits notamment par le commerce triangulaire, dans la suite de nouvelles Quatre chemins de pardon ; en effet, elle y met en scène, sur les planètes fictives Werel et Yeowe, une ethnie d'esclavagistes à la peau foncée qui opprime des esclaves à la peau généralement plus claire ; cette approche originale du thème du racisme lui permet d'offrir un recul aux lecteurs sur l'exploration de différentes voies et étapes de la déconstruction et de l'émancipation de ces déterminants sociaux, au centre desquelles elle place, en particulier dans le titre de l'ouvrage, la notion de pardon préalable à la réconciliation.
De même, Le Guin a déclaré dans la postface de Le Sorcier de Terremer qu'elle avait pour objectif de saper les poncifs racistes en choisissant un protagoniste, Ged, qui a la peau sombre, tout comme la plupart des personnages secondaires importants, à l'opposé des protagonistes blancs des récits auxquels les lecteurs ce genre littéraire étaient coutumiers.
Mona Fayad a observé que dans le roman Le nom du monde est forêt, Le Guin explore les conséquences de la xénophobie au sens plus large en démontrant « explicitement l'incapacité des colonialistes à comprendre les autres cultures et montre comment le désir de dominer et de contrôler interfère avec la capacité de percevoir l'autre ».

## Réception

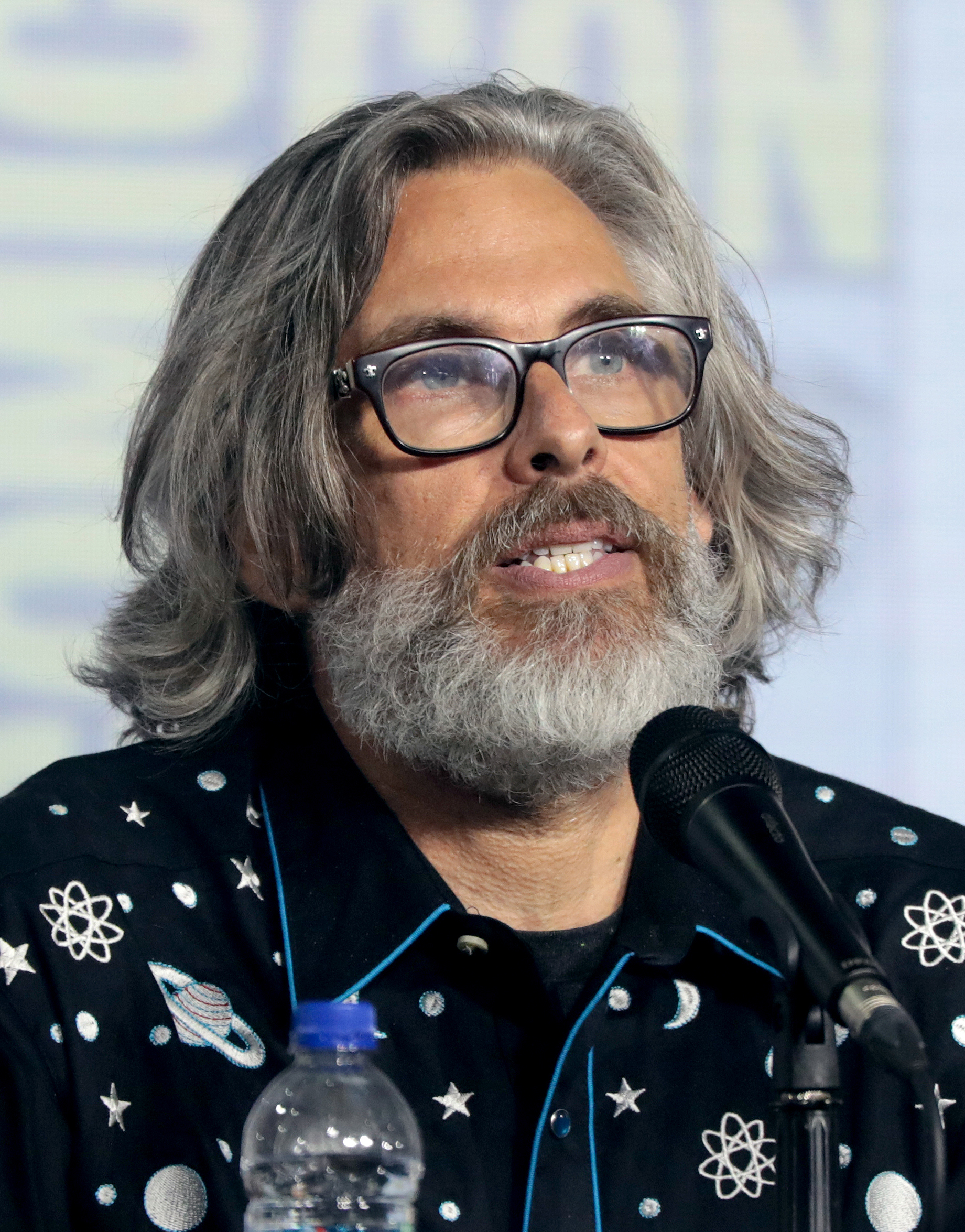
L'auteur Michael Chabon a décrit Le Guin comme le « plus grand écrivain américain de sa génération » et a loué son influence.

Le Guin a été rapidement reconnue après la publication de La Main gauche de la nuit en 1969, et dans les années 1970, elle comptait parmi les écrivains les plus connus dans ce domaine. Ses livres se sont vendus à plusieurs millions d'exemplaires et ont été traduits dans plus de 40 langues ; plus d'un million d'exemplaires en anglais de La Main gauche de la nuit avaient été vendus en 2014 ; plusieurs de ses ouvrages sont encore édités plusieurs décennies après leur première publication. Son œuvre a fait l'objet d'une attention particulière de la part des universitaires ; elle a été décrite comme le « premier écrivain de fantasy et de science-fiction » des années 1970, l'écrivain de science-fiction le plus souvent discuté dans les années 1970 et, au cours de sa carrière, elle a été étudiée de manière aussi intensive que Philip K. Dick.
Vers la fin de sa carrière, elle a également été reconnue par les critiques littéraires traditionnels : dans une nécrologie, l'écrivain Jo Walton a déclaré que Le Guin était une autrice « tellement bonne que le courant dominant ne pouvait plus ignorer la SF ». Selon l'universitaire Donna White, Le Guin était une « voix majeure des lettres américaines », dont les écrits ont fait l'objet de nombreux ouvrages de critiques littéraires, de plus de deux cents articles scientifiques et de plusieurs thèses. Après sa mort en 2018, le critique John Clute a écrit que Le Guin avait « présidé la science-fiction américaine pendant près d'un demi-siècle », tandis que l'auteur Michael Chabon l'a qualifiée de « plus grand écrivain américain de sa génération »,.
Ses écrits ont été reconnus par les médias populaires et les commentateurs. Le Los Angeles Times a publié en 2009 qu'après la mort d'Arthur C. Clarke, Le Guin était « sans doute l'écrivain de science-fiction le plus acclamé de la planète », et l'a décrite comme une « pionnière » de la littérature pour la jeunesse. En 2016, le New York Times l'a décrite comme « le plus grand écrivain de science-fiction vivant en Amérique ». Les éloges de Le Guin se sont souvent concentrés sur les thèmes sociaux et politiques explorés dans son œuvre et sur sa prose ; le critique littéraire Harold Bloom a déclaré que Le Guin était une « visionnaire qui s'opposait à toute brutalité, discrimination et exploitation » et l'a décrite comme une « styliste exquise », affirmant que dans ses écrits, « chaque mot était exactement à sa place et chaque phrase ou ligne avait de la résonance ». En préambule à une interview en 2008, le magazine Vice l'a présentée comme l'autrice de « quelques-uns des récits de [science-fiction] et de fantasy les plus époustouflants de ces 40 dernières années ».
Plusieurs critiques français ont également classé Ursula K. Le Guin parmi les auteurs de fantasy et de science-fiction de premier plan. Ainsi dès 1975, Henry-Luc Planchat rapproche Le Guin, de par ses qualités d'écriture et ses thématiques, de Marguerite Yourcenar. André-François Ruaud parle de Terremer comme l'un des « premiers chefs-d’œuvre de la Fantasy moderne », appréciant chez Le Guin sa profondeur et son souci de réalisme. Irène Langlet, professeure de littérature contemporaine à l’Université de Limoges, considère que Le Guin « fait partie des grands classiques de la science-fiction, au moins à égalité avec Philip K. Dick », même si elle reconnait que ses derniers romans des années 2000 semblent un peu en dessous du reste de sa production. Jacques Sadoul présente un avis beaucoup plus mitigé, dans les années 1980 en tout cas, évoquant une œuvre « pesante, ennuyeuse et écrite dans un style désespérément universitaire ».
D'autres auteurs ont également fait l'éloge de l'écriture de Le Guin. Après la mort de Le Guin en 2018, l'écrivain Michael Chabon l'a qualifiée de « plus grand écrivain américain de sa génération » et a déclaré qu'elle l'avait « impressionné par la puissance d'une imagination sans entraves ». L'autrice Margaret Atwood a salué la « voix saine, intelligente, rusée et lyrique » de Le Guin et a écrit que l'injustice sociale était une motivation puissante dans la vie de Le Guin. Zadie Smith a écrit avoir trouvé dans sa prose quelques-unes des phrases « parmi les plus belles et élégantes écrites au vingtième siècle ». L'universitaire et autrice Joyce Carol Oates a souligné le « sens franc de la justice, de la décence et du bon sens » de Le Guin et l'a qualifiée de « l'un des grands écrivains américains et une artiste visionnaire dont l'œuvre perdurera longtemps ». China Miéville a décrit Le Guin comme un « colosse littéraire » et a écrit qu'elle était un « écrivain d'une intelligence et d'une éthique professionnelle intenses, d'esprit et de fureur, de politique radicale, de subtilité, de liberté et d'ardeur ». En réaction à l'annonce de son décès, l'écrivain Stephen King a déclaré qu'il la considérait comme « une icône de la littérature ».

### Récompenses
Ursula K. Le Guin a remporté huit prix Hugo, six prix Nebula (dont le jury lui décerne en 2002 le titre de Grand maître de la science-fiction) et 24 prix Locus,. Deux de ses romans ont été récompensés par un prix Hugo et un prix Nebula : La Main gauche de la nuit et Les Dépossédés.
Elle a été mentionnée plusieurs fois comme possible lauréate du prix Nobel de littérature, notamment en 2017. Elle a reçu en 2014 le National Book Award pour l'ensemble de sa carrière.
- 1969
  - Prix Nebula du meilleur roman pour La Main gauche de la nuit
- 1970
  - Prix Hugo du meilleur roman pour La Main gauche de la nuit
- 1972
  - Prix Locus du meilleur roman pour L'Autre Côté du rêve
- 1973
  - Prix Hugo du meilleur roman court pour Le nom du monde est forêt
- 1974
  - Prix Nebula du meilleur roman pour Les Dépossédés
- 1975
  - Prix Hugo du meilleur roman pour Les Dépossédés
  - Prix Locus du meilleur roman pour Les Dépossédés
  - Prix Locus de la meilleure nouvelle courte pour À la veille de la révolution
- 1976
  - Prix Locus de la meilleure nouvelle longue pour La Nouvelle Atlantide
  - Prix Locus du meilleur recueil de nouvelles pour Aux douze vents du monde
- 1983
  - Prix Locus du meilleur recueil de nouvelles pour Les Quatre Vents du désir
  - Prix Locus de la meilleure nouvelle courte pour Sur
- 1985
  - Prix Janet Heidinger Kafka pour La Vallée de l'éternel retour
- 1988
  - Prix Hugo de la meilleure nouvelle longue pour Petites bufflesses, voulez-vous sortir ce soir ?
- 1990
  - Prix Nebula du meilleur roman pour Tehanu
- 1991
  - Prix Locus du meilleur roman de fantasy pour Tehanu
- 1994
  - Prix Tiptree pour La Question de Seggri

- 1995
  - Prix Locus du meilleur roman court pour Jour de pardon
  - Prix Tiptree rétrospectif pour La Main gauche de la nuit
- 1996
  - Prix Locus du meilleur recueil de nouvelles pour Quatre chemins de pardon
  - Prix Tiptree pour Coutumes montagnardes
- 1997
  - Prix Locus de la meilleure nouvelle longue pour Coutumes montagnardes
- 2001
  - Prix Locus du meilleur roman de science-fiction pour Le Dit d'Aka
  - Prix Locus de la meilleure nouvelle longue pour L'Anniversaire du monde
- 2002
  - Prix Locus du meilleur recueil de nouvelles pour Contes de Terremer
  - Prix Locus du meilleur roman court pour Le Trouvier
  - Prix Locus de la meilleure nouvelle courte pour Les Os de la terre
  - Prix World Fantasy du meilleur roman pour Le Vent d'ailleurs
- 2004
  - Prix Locus du meilleur recueil de nouvelles pour Changements de plans
- 2008
  - Prix Nebula du meilleur roman pour Pouvoirs
  - Grand prix de l'Imaginaire dans la catégorie Nouvelle étrangère, pour l'ensemble du recueil Quatre chemins de pardon
- 2009
  - Prix Locus du meilleur roman de fantasy pour Lavinia
- 2014
  - la Medal for Distinguished Contribution to American Letters[238], décernée par le National Book Awards à un individu pour son impact exceptionnel sur l'héritage littéraire des États-Unis.
- 2018
  - Prix Locus du meilleur recueil de nouvelles pour Ursula K. Le Guin: The Hainish Novels and Stories

## Influence et postérité

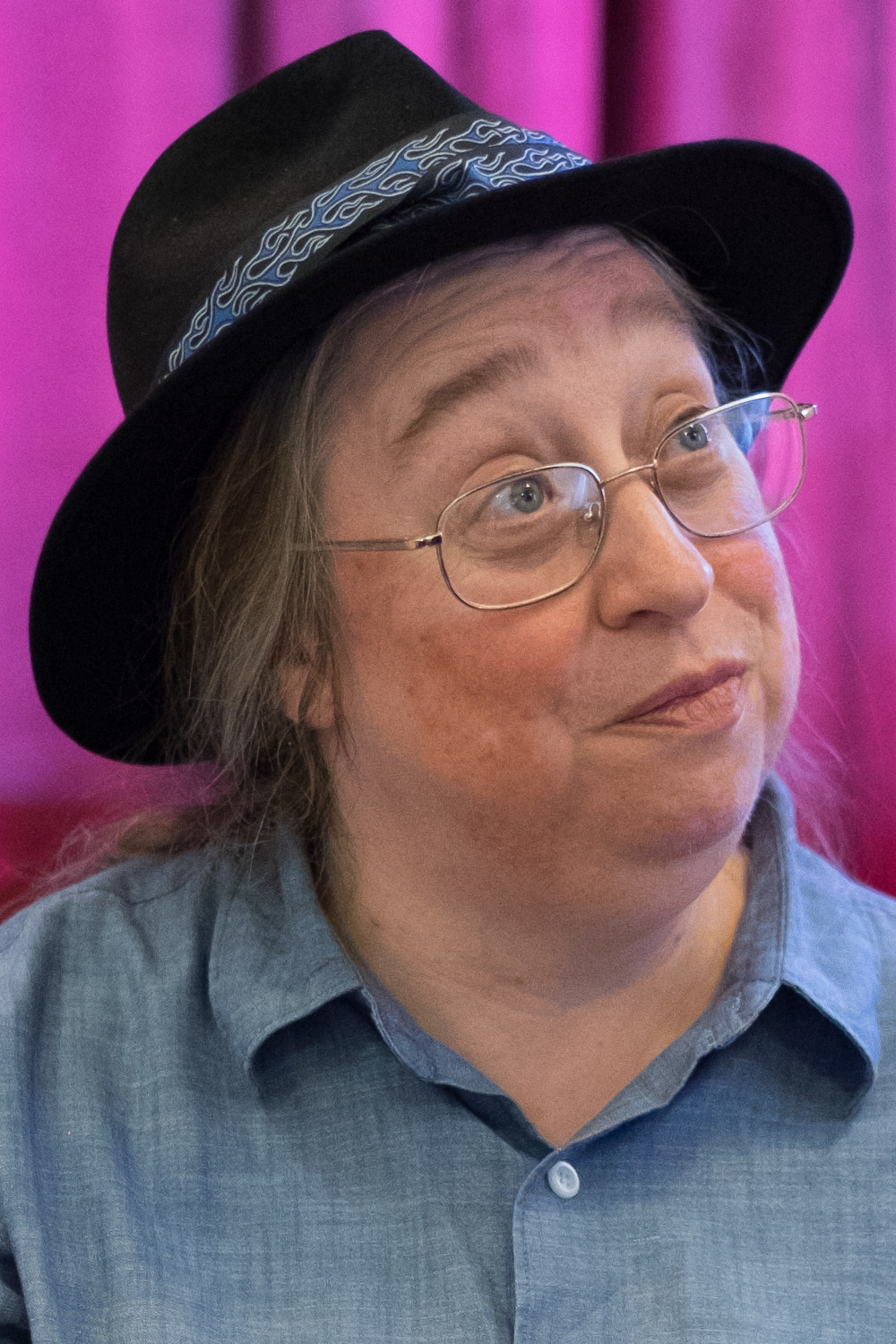
Jo Walton a rendu hommage à l'importance de l'influence de Le Guin sur son œuvre, sa vie et sur la reconnaissance de l'ensemble des auteurs de littératures de l'imaginaire.

Le Guin a eu une influence considérable sur les auteurs de littératures de l'imaginaire ; la romancière Jo Walton a affirmé que Le Guin a joué un rôle important dans la popularisation de ce genre, aidant les autres auteurs de ce genre à obtenir une reconnaissance auprès du grand public,,. Les livres du Cycle de Terremer sont réputés pour avoir eu un large impact, y compris en dehors du domaine de la littérature. Margaret Atwood considère que Le Sorcier de Terremer est une des « sources » de la littérature fantastique, et les écrivains modernes ont attribué au roman l'idée d'une « école de sorciers » et le trope d'un jeune sorcier populaire, qui sont devenus mondialement célèbres plus tard par la série de romans Harry Potter,. L'idée que les noms peuvent exercer un pouvoir sur le réel, qui est un thème récurrent du cyle de Terremer, a inspiré selon certains critiques Hayao Miyazaki pour son film Le Voyage de Chihiro.
Les écrits de Le Guin se déroulant dans l’univers de l'Ékumen ont également eu une large influence. Le Guin a inventé le nom « ansible » pour un dispositif de communication interstellaire instantanée en 1966 ; le terme a ensuite été adopté par plusieurs autres écrivains, dont Orson Scott Card dans le cycle d'Ender et Neil Gaiman dans un scénario pour un épisode de Doctor Who.
Suzanne Reid a écrit qu'à l'époque où le roman La Main gauche de la nuit a été écrit, les idées de Le Guin sur l'androgynie étaient nouvelles et uniques, non seulement en science-fiction, mais aussi dans la littérature en général. L'influence de ce livre est considérée comme particulièrement importante ; grâce à cet ouvrage, selon le critique littéraire Harold Bloom, « pour notre époque, Le Guin, plus que Tolkien, a élevé la fantasy au rang de "haute littérature" ». Bloom a également cité ce roman dans son ouvrage The Western Canon (1994) comme l'un des livres qui, dans sa conception des œuvres artistiques, ont été importantes et influentes dans la culture occidentale. Ce point de vue a été repris par The Paris Review, qui a écrit que « Aucune œuvre n'a autant bouleversé les conventions du genre que La Main gauche de la nuit », ainsi que par Donna White, qui a soutenu qu'il s'agissait de l'une des œuvres phares de la science-fiction, aussi importante que Frankenstein de Mary Shelley (1818).
Plusieurs critiques ont également affirmé que Le Guin a influé sur la littérature féminine en général. La critique littéraire Elaine Showalter a suggéré que Le Guin « a donné le ton en tant qu'écrivain aux femmes qui ont désappris le silence, la peur et le doute de soi », tandis que l'écrivain Brian Attebery a déclaré que « [Le Guin] nous a inventés : les critiques de science-fiction et de fantasy comme moi, mais aussi les poètes et les essayistes, les auteurs de livres d'images et les romanciers ». Le Guin a également joué un rôle dans l'introduction des littératures de l'imaginaire parmi les genres littéraires courants, en soutenant les journalistes et les universitaires publiant sur ce genre. Les publications de critique littéraire de Le Guin ont également eu un rôle positif dans ce sens : son essai de 1973 « From Elfland to Poughkeepsie » a suscité un regain d'intérêt pour l'œuvre de Kenneth Morris, qui a abouti à la publication d'un roman posthume de Morris.

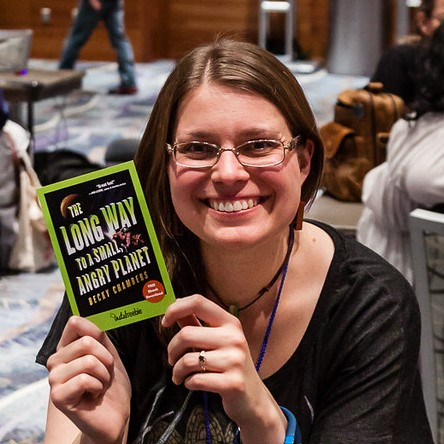
Becky Chambers a déclaré que Le Guin lui a donné envie d'écrire de la science-fiction plus philosophique que techniciste.

Plusieurs auteurs éminents reconnaissent l’influence de Le Guin sur leur propre écriture. Jo Walton a écrit que « sa façon de voir le monde a eu une énorme influence sur moi, pas seulement en tant qu'écrivain mais en tant qu'être humain ». Kim Stanley Robinson a déclaré lui aussi avoir été inspiré par le travail de Le Guin, citant en particulier l'impact de l'utopie anarchiste d'Annares dans Les Dépossédés sur sa trilogie de Mars. Becky Chambers déclare en 2022 que c'est la lecture de La Main gauche de la nuit qui lui a permis de commencer à former une pensée critique sur la science-fiction, qu'elle appréciait pour l'attrait des vaisseaux spatiaux et des extraterrestres, mais sans imaginer qu'elle pouvait être beaucoup plus philosophique, à tel point qu'elle lui attribue son envie d'en écrire ; Ann Leckie aussi a reconnu la forte influence de La Main gauche de la nuit sur la genèse de sa série Les Chroniques du Radch. David Mitchell, auteur de livres tels que Cloud Atlas, a déclaré que Le Sorcier de Terremer a eu une forte influence sur son œuvre, et qu'il l'a motivé à essayer de « manier des mots avec autant de puissance qu'Ursula Le Guin ».
La cinéaste Arwen Curry a commencé la production d'un documentaire sur Le Guin en 2009, filmant des « dizaines » d'heures d'entretiens avec l'auteur ainsi qu'avec de nombreux autres écrivains et artistes qui ont été inspirés par elle. De même, David Naimon a mené une série d'interviews, sur son podcast Between the Covers, avec douze écrivains, dont Neil Gaiman, Lidia Yuknavitch, Karen Joy Fowler et Molly Gloss, qui ont détaillé l'influence de Le Guin sur leur œuvre.
Selon la chercheuse Bailey Potter, on retrouve l'influence de Le Guin dans l'œuvre de dizaines d'auteurs, parmi lesquels elle cite notamment David Mitchell, Neil Gaiman, Michael Chabon, China Miéville, Margaret Atwood ou encore Orson Scott Card. Parmi les autres écrivains qu'elle a influencés ont également été cités le lauréat du prix Booker Salman Rushdie, ainsi que Algis Budrys, Kathleen Ann Goonan et Iain Banks,.
On attribue également à Le Guin le mérite d'avoir inspiré plusieurs autrices de science-fiction dans les années 1970, comme Vonda McIntyre ; en effet, lorsque McIntyre a créé un atelier d'écriture à Seattle en 1971, Le Guin était l'un des intervenants.
En octobre 2021, la création du prix Ursula K. Le Guin a été annoncée par l'Ursula K. Le Guin Literary Trust. Le prix, d'une valeur de 25 000 $, est décerné chaque année à un livre de littératures de l'imaginaire. La première liste des finalistes a été annoncée le 28 juillet 2022. Le premier lauréat du prix a été annoncé le 21 octobre 2022, jour de l'anniversaire de Le Guin,. Il s'agit de Khadija Abdalla Bajaber pour son roman The House of Rust.
Le 14 novembre 2024, un cratère mercurien est nommé Le Guin en son honneur.

## Œuvres traduites en français

### Cycle de Terremer

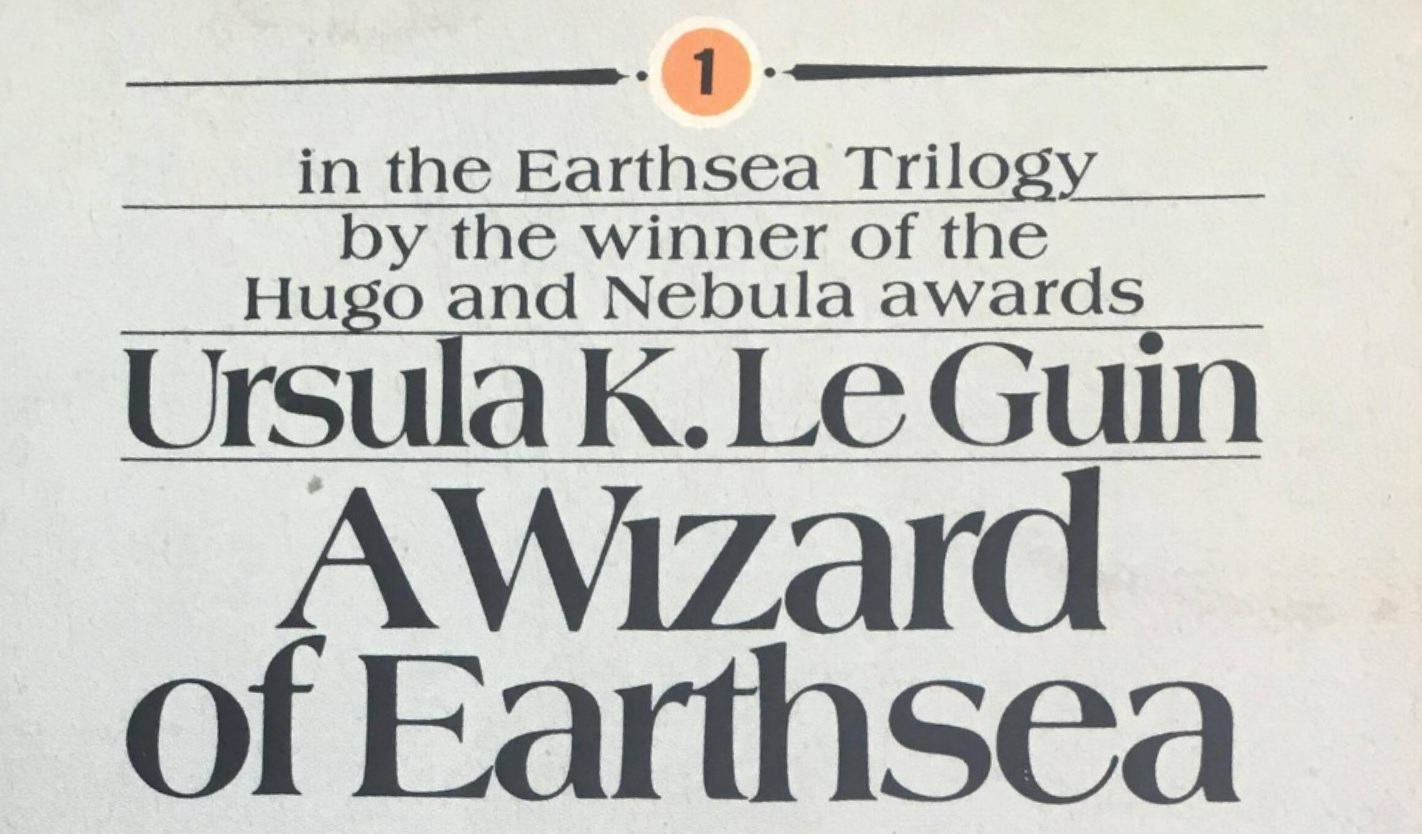
Page de garde du Sorcier de Terremer en édition originale.

- Le Sorcier de Terremer, OPTA, coll. « Aventures fantastiques », 1977 ((en) A wizard of Earthsea, 1968), trad. Philippe R. Hupp  (ISBN 2-7201-0081-1)
- Les Tombeaux d'Atuan, OPTA, coll. « Aventures fantastiques », 1977 ((en) The Tombs of Atuan, 1970), trad. Françoise Maillet  (ISBN 2-7201-0082-X)
- L'Ultime Rivage, OPTA, coll. « Aventures fantastiques », 1977 ((en) The Farthest Shore, 1972), trad. Françoise Maillet  (ISBN 2-7201-0083-8)
- Tehanu, Robert Laffont, coll. « Ailleurs et Demain », 1991 ((en) Tehanu, 1990), trad. Isabelle Delord  (ISBN 2-221-06939-0)
- Contes de Terremer, Robert Laffont, coll. « Ailleurs et Demain », 2003 ((en) Tales From Earthsea, 2001), trad. Pierre-Paul Durastanti  (ISBN 2-221-09597-9)
  - Le Trouvier, 2003 ((en) The Finder, 2001)
  - Rosenoire et Diamant, 2003 ((en) Darkrose and Diamond, 1999)
  - Les Os de la terre, 2003 ((en) The Bones of the earth, 2001)
  - Dans le grand marais, 2003 ((en) On the High Marsh, 2001)
  - Libellule, 1999 ((en) Dragonfly, 1997)
- Le Vent d'ailleurs, Robert Laffont, coll. « Ailleurs et Demain », 2005 ((en) The Other Wind, 2001), trad. Patrick Dusoulier  (ISBN 2-221-09703-3)

### Cycle de l'Ékumen
- Le Monde de Rocannon, OPTA, coll. « Club du livre d'anticipation », 1972 ((en) Rocannon's world, 1966)Incluant la nouvelle
  - Le Collier, 1978 ((en) Semley’s Necklace, 1964)
- Planète d'exil, OPTA, coll. « Club du livre d'anticipation », 1972 ((en) Planet of Exile, 1966)
- La Cité des illusions, OPTA, coll. « Club du livre d'anticipation », 1972 ((en) City of illusion, 1967)
- La Main gauche de la nuit, Robert Laffont, coll. « Ailleurs et Demain », 1971 ((en) The Left Hand of Darkness, 1969)
- Le Roi de Nivôse, 1978 ((en) Winter's King, 1969)Nouvelle
- Plus vaste qu'un empire, 1975 ((en) Vaster Than Empires and More Slow, 1971)Nouvelle
- Le nom du monde est forêt, Robert Laffont, coll. « Ailleurs et Demain », 1979 ((en) The Word for World is Forest, 1972)
- Les Dépossédés, Robert Laffont, coll. « Ailleurs et Demain », 1975 ((en) The Dispossessed, 1974)
- À la veille de la Révolution, 1975 ((en) The Day Before the Revolution, 1974)Nouvelle
- Le Dit d'Aka, Robert Laffont, coll. « Ailleurs et Demain », 2000 ((en) The Telling, 2000)
- Pêcheur de la mer intérieure[263], Souffle du Rêve, 2010 ((en) A Fisherman of the Inland Sea, 1994)Le recueil L'Effet Churten, ActuSF, coll. « Hélios », reprend les trois nouvelles relevant du cycle
  - L'Histoire des Shobies, 2010 ((en) The Shobies' Story, 1990)
  - La Danse de Ganam, 2010 ((en) Dancing to Ganam, 1993)
  - Le Pêcheur de la mer intérieure, 2010 ((en) Another Story or a Fisherman of the Inland Sea, 1994)
- Quatre chemins de pardon, L'Atalante, coll. « La Dentelle du cygne », 2007 ((en) Four Ways to Forgiveness, 1995)
  - Trahisons, 2006 ((en) Betrayals, 1994)
  - Jour de pardon, 2007 ((en) Forgiveness Day, 1994)
  - Un homme du peuple, 2007 ((en) A Man of the People, 1995)
  - Libération d'une femme, 2007 ((en) A Woman's Liberation, 1995)
- L'Anniversaire du monde[264], Robert Laffont, coll. « Ailleurs et Demain », 2006 ((en) The Birthday of the World and Other Stories, 2002)
  - Puberté en Karhaïde, 2006 ((en) Coming of Age in Karhide, 1995)
  - La Question de Seggri, 2006 ((en) The Matter of Seggri, 1994)
  - Un amour qu'on n'a pas choisi, 2006 ((en) Unchosen Love, 1994)
  - Coutumes montagnardes, 2006 ((en) Mountain Ways, 1996)
  - Solitude, 2005 ((en) Solitude, 1994)
  - Musique Ancienne et les Femmes esclaves, 2000 ((en) Old Music and the Slave Women, 1999)
  - L'Anniversaire du monde, 2005 ((en) The Birthday of the World, 2000)
  - Paradis perdus, 2005 ((en) Paradises Lost, 2002)
- Cinq chemins de pardon, L'Atalante, coll. « La Dentelle du cygne », 2023 ((en) Five Ways to Forgiveness, 1997)
  - Trahisons, 2006 ((en) Betrayals, 1994)
  - Jour de pardon, 2007 ((en) Forgiveness Day, 1994)
  - Un homme du peuple, 2007 ((en) A Man of the People, 1995)
  - Libération d'une femme, 2007 ((en) A Woman's Liberation, 1995)
  - Musique Ancienne et les Femmes esclaves, 2000 ((en) Old Music and the Slave Women, 1999)

### Cycle des chats volants
1. Les Chats volants, Gallimard, coll. « Folio Cadet », 2005 ((en) Catwings, 1988)
2. Le Retour des chats volants, Gallimard, coll. « Folio Cadet », 2006 ((en) Catwings Return, 1989)
3. Alexandre et les chats volants, Gallimard, coll. « Folio Cadet », 2007 ((en) Wonderful Alexander and the Catwings, 1994)
4. Au revoir les chats volants, Gallimard, coll. « Folio Cadet », 2008 ((en) Jane on her Own, 1999)

### Chronique des rivages de l'Ouest
1. Dons, L'Atalante, coll. « La Dentelle du cygne », 2010 ((en) Gifts, 2004)
2. Voix, L'Atalante, coll. « La Dentelle du cygne », 2010 ((en) Voices, 2006)
3. Pouvoirs, L'Atalante, coll. « La Dentelle du cygne », 2011 ((en) Powers, 2007)

### Romans indépendants
- L'Autre Côté du rêve, Marabout, coll. « Marabout Science-Fiction », 1975 ((en) The Lathe of Heaven, 1971)
- Loin, très loin de tout, Actes Sud, coll. « Littérature », 1984 ((en) Very Far Away From Anywhere Else, 1976)
- L'Œil du héron, Presses de la Cité, 1983 ((en) The Eye of the Heron, 1978), trad. Isabelle Delord-Philippe
- Malafrena, Actes Sud, coll. « Littérature », 1990 ((en) Malafrena, 1979)
- Le Commencement de nulle part, Actes Sud, coll. « Babel », 1989 ((en) The Beginning Place, 1980)
- La Vallée de l'éternel retour, Actes Sud, coll. « Littérature », 1994 ((en) Always Coming Home, 1985)Réédition, Mnémos, 2012 ; réédition augmentée de quatre nouvelles, Mnémos, 2019
- Lavinia, L'Atalante, coll. « La Dentelle du cygne », 2011 ((en) Lavinia, 2008)

### Recueils de nouvelles indépendants
- Aux douze vents du monde, Le Bélial', 2018 ((en) The Wind's Twelve Quarters, 1975)
  - Les Maîtres, 1982 ((en) The Masters, 1963), trad. Lorris Murail et Natalie Zimmermann
  - La Boîte d'ombre, 1978 ((en) Darkness Box, 1963), trad. Marc Duveau
  - Le Mot de déliement, 2015 ((en) The Word of Unbinding, 1964), trad. Pierre-Paul Durastanti
  - Voyage, 1972 ((en) The Good Trip, 1970), trad. Alain Le Bussy
  - Les Choses, 1985 ((en) The End / Things, 1970), trad. Henry-Luc Planchat
  - La Forêt de l'oubli, 1978 ((en) A Trip to the Head, 1970), trad. Henry-Luc Planchat
  - Le Collier de Semlé, 1978 ((en) Semley’s Necklace, 1965), trad. Jean Bailhache
  - Avril à Paris, 1978 ((en) April in Paris, 1962), trad. Jean Bailhache
  - La Règle des noms, 1978 ((en) The Rule of Names, 1964), trad. Jean Bailhache
  - Le Roi de Nivôse, 1978 ((en) Winter's King, 1969), trad. Jean Bailhache
  - Neuf vies, 1976 ((en) Nine Lives, 1969), trad. Jean Bailhache
  - Plus vaste qu'un empire, 1975 ((en) Vaster Than Empires and More Slow, 1971), trad. Claude Saunier
  - Étoiles des profondeurs, 1978 ((en) The Stars Below, 1974), trad. Jean Bailhache
  - Champ de vision, 1974 ((en) Field of Vision, 1973), trad. Jacques Polanis
  - Le Chêne et la Mort, 1978 ((en) Direction of the Road, 1973), trad. Jean Bailhache
  - À la veille de la révolution, 1975 ((en) The Day Before the Revolution, 1974), trad. Jean-Pierre Pugi
  - Ceux qui partent d'Omelas, 1975 ((en) The Ones Who Walk Away from Omelas, 1973), trad. Henry-Luc Planchat
- Chroniques orsiniennes, Actes Sud, coll. « Babel », 1989 ((en) Orsinians Tales, 1976)
  - Les Fontaines, 1989 ((en) The Fountains, 1976)
  - Le Galgal, 1989 ((en) The Barrow, 1976)
  - La Forêt d'Ile, 1989 ((en) Ile Forest, 1976)
  - Conversation dans la nuit, 1989 ((en) Conversations At Night, 1976)
  - La Route vers l'est, 1989 ((en) The Road East, 1976)
  - Frères et Sœurs, 1989 ((en) Brothers and Sisters, 1976)
  - Une semaine à la campagne, 1989 ((en) A Week In The Country, 1976)
  - An Die Musik, 1989 ((en) An Die Musik, 1961)
  - La Maison, 1989 ((en) The House, 1976)
  - La Dame de Moge, 1989 ((en) The Lady of Moge, 1976)
  - Pays imaginaires, 1989 ((en) Imaginary Countries, 1973)
- Le Livre d'or de la science-fiction : Ursula Le Guin, 1978Réédité sous le nom Étoiles des profondeurs (la bibliographie a été complétée jusqu'en 1990)
  - Le Collier de Semlé, 1978 ((en) Semley’s Necklace, 1964)
  - Avril à Paris, 1978 ((en) April in Paris, 1962)
  - La Règle des noms, 1978 ((en) The Rule of Names, 1964)Préquelle au Cycle de Terremer
  - Le Roi de Nivôse, 1978 ((en) Winter's King, 1969)
  - Neuf vies, 1976 ((en) Nine Lives, 1969)
  - Plus vaste qu'un empire, 1975 ((en) Vaster than Empires and more Slow, 1971)
  - Étoiles des profondeurs, 1978 ((en) The Stars Below, 1974)
  - Champ de vision, 1974 ((en) Field of vision, 1973)
  - Le Chêne et La Mort, 1978 ((en) Direction of The Road, 1973)
  - À la veille de la révolution, 1975 ((en) The Day Before The Revolution, 1974)
  - Ceux qui partent d'Omelas, 1975 ((en) The Ones Who Walk Away From Omelas, 1973)
- Les Quatre Vents du désir, Pocket, coll. « Pocket Science-fiction », 1988 ((en) The Compass Rose, 1982)
  - L'Auteur des graines d'acacia, 1988 ((en) "The Author of the Acacia Seeds" and Other Extracts from the Journal of the Association of Therolinguistics, 1974)
  - La Nouvelle Atlantide, 1980 ((en) The New Atlantis, 1975)
  - Le Chat de Schrödinger, 1988 ((en) Schrödinger's Cat, 1974)
  - Deux retards sur la ligne du Nord, 1988 ((en) Two Delays on the Northern Line, 1979)
  - Le Test, 1983 ((en) SQ, 1978)
  - Une pièce d'un sou, 1988 ((en) Small Change, 1981)
  - Premier rapport du naufragé étranger au Kadanh de Derb, 1988 ((en) The First Report of the Shipwrecked Foreigner to the Kadanh of Derb, 1978)
  - Le Journal de la rose, 1976 ((en) The Diary of the Rose, 1976)
  - L'Âne blanc, 1988 ((en) The White Donkey, 1980)
  - Le Phœnix, 1988 ((en) The Phoenix, 1982)
  - Intraphone, 1977 ((en) Intracom, 1974)
  - L'Œil transfiguré, 1988 ((en) The Eye Altering, 1974)
  - Labyrinthes, 1988 ((en) Mazes, 1975)
  - Les Sentiers du désir, 1988 ((en) The Pathways of Desire, 1979)
  - La Harpe de Gwilan, 1988 ((en) Gwilan's Harp, 1977)
  - Malheur County, 1988 ((en) Malheur County, 1979)
  - L'eau est vaste, 1988 ((en) The Water Is Wide, 1976)
  - Le Récit de sa femme, 1988 ((en) The Wife's Story, 1982)
  - Quelques approches au problème du manque de temps, 1988 ((en) Some Approaches To The Problem of The Shortage of Time, 1979)
  - Sur, 1988 ((en) Sur, 1982)
- Pêcheur de la mer intérieure[263], Souffle du Rêve, 2010 ((en) A Fisherman of the Inland Sea, 1994)
  - Première rencontre avec les Gorgonides, 2010 ((en) The First Contact with the Gorgonids, 1991)
  - Le Sommeil de Newton, 2010 ((en) Newton's Sleep, 1991)
  - L'Ascension de la face nord, 2010 ((en) The Ascent of the North Face, 1983)
  - La Première pierre, 2009 ((en) The Rock That Changed Things, 1992)
  - Le Kerastion, 2010 ((en) The Kerastion, 1990)
  - L'Histoire des Shobies, 2010 ((en) The Shobies' Story, 1990)
  - La Danse de Ganam, 2010 ((en) Dancing to Ganam, 1993)
  - Le Pêcheur de la mer intérieure, 2010 ((en) Another Story or a Fisherman of the Inland Sea, 1994)
- Unlocking the Air, ActuSF, 2022 ((en) Unlocking the Air and Other Stories, 1996)
  - Quatre heures et demie, 2022 ((en) Half Past Four, 1987)
  - Les Maisons du professeur, 2022 ((en) The Professor’s Houses, 1982)
  - Ruby sur la 67, 2022 ((en) Ruby on the 67, 1996)
  - Limberlost, 2022 ((en) Limberlost, 1989)
  - Créatures de mon esprit, 2022 ((en) The Creatures on My Mind, 1990)
  - Tenir ses positions, 2022 ((en) Standing Ground, 1992)
  - Les Cuillères de la cave, 2022 ((en) The Spoons in the Basement, 1982)
  - Dimanche d’été à Seatown, 2022 ((en) Sunday in Summer in Seatown, 1995)
  - Saison sèche, 2022 ((en) In the Drought, 1993)
  - Ether, ou, 2022 ((en) Ether, OR, 1995)
  - La Clef des airs, 2022 ((en) Unlocking the air, 1990)
  - Une épouse enfant, 2022 ((en) A Child Bride, 1984)
  - Grimper jusqu’à la lune, 2022 ((en) Climbing to the Moon, 1992)
  - La Grande Fille à son papa, 2022 ((en) Daddy’s Big Girl, 1987)
  - Découvertes, 2022 ((en) Findings, 1992)
  - Anciens, 2022 ((en) Olders, 1995)
  - La Femme sage, 2022 ((en) The Wise Woman, 1995)
  - Le Braconnier, 2022 ((en) The Poacher, 1992)
- Changements de plans, Le Bélial', 2025 ((en) Changing Planes, 2003)
  - La Méthode de Sita Dulip, 2025 ((en) Sita Dulip's Method, 2003)
  - La Bouillie d'Islac, 2025 ((en) Porridge on Islac, 2003)
  - Le Silence des Asonus, 2025 ((en) The Silence of the Asonu, 1998)
  - L'Hospitalité hennebète, 2025 ((en) Feeling at Home with the Hennebet, 2003)
  - Le Courroux des Veksi, 2025 ((en) The Ire of the Veksi, 2003)
  - Les Saisons des Ansarac, 2025 ((en) Seasons of the Ansarac, 2002)
  - Le Rêve social des Frines, 2025 ((en) Social Dreaming of the Frin, 2002)
  - La Famille royale de Hegn, 2025 ((en) The Royals of Hegn, 2000)
  - Contes tragiques de Mahigul, 2025 ((en) Woeful Tales from Mahigul, 2003)
  - Joie sans fin, 2025 ((en) Great Joy, 2003)
  - L'Île de l'Éveil, 2025 ((en) Wake Island, 2003)
  - La Langue des Nna Mmoy, 2025 ((en) The Nna Mmoy Language, 2003)
  - Le Bâtiment, 2025 ((en) The Building, 2001)
  - Les Voltigeurs de Gy, 2002 ((en) The Fliers of Gy, 2000)
  - L'Île des Immortels, 2025 ((en) The Island of the Immortals, 1998)
  - Les Confusions d'Uñi, 2025 ((en) Confusions of Uñi, 2003)

### Autres nouvelles parues en français
- Les Maîtres, Pocket, coll. « Pocket Science-fiction », 1982 ((en) The Masters, 1963)in volume Le Livre d'or de la science-fiction : La Cathédrale de sang
- La Boîte d'ombre, Pocket, coll. « Pocket Science-fiction », 1978 ((en) Darkness Box, 1963)in volume Le Livre d'or de la science-fiction : Le Manoir des roses
- Voyage, L'Aube enclavée, 1972 ((en) The Good Trip, 1970)Parue dans la revue L'Aube enclavée no 4
- La Forêt de l'oubli, 10/18, 1978 ((en) A Trip to The Head, 1970)in volume Les Fenêtres internes
- Les Choses, Le Livre de poche, coll. « La Grande Anthologie de la science-fiction », 1985 ((en) The end / Things, 1970)in volume Histoires de catastrophes
- Petites bufflesses, voulez-vous sortir ce soir ?, OPTA, 1989 ((en) Buffalo Gals, Won't You Come Out Tonight ?, 1987)Parue dans la revue Fiction no 405
- Les Voltigeurs de Gy, Le Bélial', 2002 ((en) The Flyers of Gy, 2000)Parue dans la revue Bifrost no 25
- La Construction, Flammarion, coll. « Imagine », 2004 ((en) The Building, 2001)in volume Tracés du vertige
- La Fille feu follet, 2020 ((en) The Wild girls, 2011)in volume La Fille feu follet et autres textes, Goater, coll. « Rechute » no 7, 2020, trad. Nardjès Benkhadda, 136 p. (ISBN 979-10-97465-48-3) - La nouvelle La Fille feu follet, parue initialement en 2002 dans Asimov's Science Fiction, est suivie de deux essais, dont Lire sans s'endormir (Staying Awake While We Read, 2008), de quatre poèmes, et d'une interview d'Ursula K. Le Guin par Terry Bisson[265].
- Elle leur retire leurs noms, revue Trou noir no 20, 2021 ((en) She Unnames Them, 1985) [lire en ligne].

### Essais
- Le Langage de la nuit : Essais sur la science-fiction et la fantasy, Aux Forges de Vulcain, 2016 ((en) The Language of the Night: Essays on Fantasy and Science Fiction, 1979)
- Conduire sa barque : l'écriture, ses écueils, ses hauts-fonds : un guide de navigation littéraire à l'usage des auteurs du XXIe siècle, Antigone 14, 2018 ((en) Steering the Craft, 1998)
- Danser au bord du monde : mots, femmes, territoires, L'éclat, 2020 ((en) Dancing at the Edge of the World, Thoughts on Words, Women, Places, 1989), trad. Hélène CollonPréface de Patricia Farazzi

### Poésies
- Derniers poèmes (Late in the day, 2016, So far so good, 2018), Edition bilingue, Trad. Aurélie Thiria-Meulemans, Bussy-Saint-Martin, 2023, Aux forges de Vulcain,  (ISBN 978-2-373-05691-4)

## Adaptations de son œuvre
Les œuvres d'Ursula K. Le Guin ont été adaptées à la radio,, au cinéma, à la télévision et sur scène. En 2012, Le Guin explique que les films et téléfilms l'ont déçue, et qu'elle préfère largement les adaptations théâtrales.

### À l'écran
Son roman L'Autre Côté du rêve est adapté deux fois à l'écran, une première fois en 1979 (The Lathe of Heaven) par WNET, avec la participation de l'autrice. Dans une interview de 2008, elle déclare qu'il s'agit de « la seule bonne adaptation à l'écran » de son œuvre. Une autre adaption, L'Autre Côté du rêve, est diffusée en 2002 sur A&E.
Au début des années 1980, Hayao Miyazaki demande les droits pour l'adaptation du Cycle de Terremer. Ne connaissant ni son travail ni le monde de l'anime en général, elle commence par refuser la demande. Elle accepte ensuite après avoir vu Mon voisin Totoro quelques années plus tard. Les troisième et quatrième livres du cycle forment la base du long métrage Les Contes de Terremer, sorti en 2006. L'écrivaine est déçue d'apprendre que le film n'est pas réalisé par Hayao Miyazaki, mais par son fils Gorō Miyazaki. Si elle apprécie l'esthétique du film, elle en critique la morale, qu'elle trouve un peu confuse. Elle s’inscrit en faux contre le recours à la violence de l'adaptation, et en particulier contre l'apparition d'un méchant, dont la mort permet la résolution du film : pour elle, « dans la fantasy contemporaine (littéraire ou gouvernementale), tuer des gens est la solution habituelle à la soi-disant guerre entre le bien et le mal. Je ne conçois pas mes livres en termes de guerre, et n'offre pas de réponses simples aux questions simplistes ». Hayao Miyazaki critique lui aussi publiquement l'œuvre de son fils.
En 2004, la chaine Syfy adapte les deux premiers livres de Terremer sous la forme d'une mini-série intitulée La Prophétie du sorcier. Le Guin est très critique, trouvant la série « très loin de la Terremer que j'ai imaginée ». Elle reproche en particulier l'emploi d'acteurs blancs pour ses personnages à la peau rouge, brune ou noire, accusant la série de whitewashing.

### Sur scène
La compagnie théâtrale de Chicago Lifeline Theatre met en scène une adaptation du roman La Main gauche de la nuit en 1995. Pour le critique du Chicago Reader Jack Helbig, si l'« adaptation est intelligente et bien conçue », elle reste un peu décevante, en grande partie parce qu'il est difficile de rendre compte de la richesse d'un roman de plus de 300 pages dans un spectacle de deux heures.
La Main gauche de la nuit est de nouveau adaptée, en 2013 par le théâtre Portland Playhouse et la compagnie Hand2Mouth Theatre, sous la direction de Jonathan Walters, avec un texte de John Schmor, puis en 2017 par le Robinson Theatre à l'université de l'Oregon (voir l'affiche en illustration ci-contre) et en 2023 par le Rogue Theatre de Tucson, dans l'Arizona.
En avril 2012, le programme opéra de l'université de l'Illinois propose une adaptation de la nouvelle Paradis perdu,. La musique est écrite par le compositeur Stephen Andrew Taylor sur un livret de Kate Gale et Marcia Johnson,. Le Guin déclare alors apprécier l'opéra et espérer que des producteurs en permettront une plus large diffusion.